# Harry Potter (postać)
Harry James Potter – postać fikcyjna, główny bohater serii książek i filmów fantastycznych Harry Potter, syn Jamesa i Lily Potterów. Jako pomysł Potter narodził się w głowie autorki, J.K. Rowling, w pierwszej połowie lat 90. XX wieku.

## Przeszłość
Harry James Potter urodził się 31 lipca 1980 roku jako syn Lily z domu Evans i Jamesa Pottera, w Dolinie Godryka. Jego ojcem chrzestnym stał się przyjaciel Jamesa z lat szkolnych, jeden z „Huncwotów”, Syriusz Black. Piętnaście miesięcy później, w Halloween 1981 roku, Lord Voldemort zabił ojca Harry’ego. Próbował oszczędzić jego matkę, lecz zniecierpliwiony, także ją pozbawił życia. Zrobił to, ponieważ dwa lata wcześniej Sybilla Trelawney wygłosiła przepowiednię dotyczącą końca jego rządów terroru. Severus Snape zdołał mu przekazać tylko pierwszą część przepowiedni, dlatego Voldemort nie wiedział, że z chwilą, gdy będzie chciał zlikwidować chłopca, naznaczy go jako równego sobie. Koniec końców, poświęcenie matki chłopca wytworzyło tarczę miłości, od której odbiło się mordercze zaklęcie (Avada Kedavra), co ocaliło Harry’ego. Trafiło w Voldemorta, który stracił całą swoją moc i władanie nad ciałem. Jego dusza ocalała, ale stała się słabym strzępem. W ten sposób, wbrew woli „Czarnego Pana” – jak nazywali Voldemorta jego poplecznicy – Harry został siódmym horkruksem. Jedynym śladem po próbie zabójstwa była blizna w kształcie błyskawicy na czole Harry’ego. Znak po ruchu dłoni podczas rzucania zabójczego zaklęcia.
Albus Dumbledore był przywódcą Zakonu Feniksa, w którym działali James i Lily. Od razu po ataku zadecydował o umieszczeniu Harry’ego u jedynych żyjących krewnych Lily. Byli to jej siostra Petunia z domu Evans i Vernon Dursley. Rubeus Hagrid – zamiast oddać Harry’ego Syriuszowi – spełnił to zadanie i dostarczył dziecko do domu na Privet Drive 4, w Little Whinging w hrabstwie Surrey. Albus naniósł na dom i okolice wszelkie możliwe zaklęcia ochronne, a Petunia przypieczętowała je, akceptując obecność chłopca w swoim domu. Nawet sam „Czarny Pan” oraz jego zwolennicy nie mogli go tam dosięgnąć.

## Teraźniejszość

### Pierwsza dekada i pierwszy rok nauki (listopad 1981 do czerwca 1992)
U Dursleyów spędził dziesięć lat, doznając nieuzasadnionych upokorzeń z zazdrości, stając się celem ataków kuzyna, Dudleya. W dniu swoich jedenastych urodzin Harry dowiedział się od Hagrida, posłańca Dumbledore’a, że jest czarodziejem, a jego rodzice nie zginęli w wypadku samochodowym (jak wmawiano mu przez lata). Harry otrzymał zaproszenie do Hogwartu, szkoły dla czarodziejów. Po chwili wahania zgodził się wyruszyć z Hagridem do Londynu na ulicę Pokątną, by zakupić przedmioty niezbędne do czarodziejskiej edukacji. Okazało się, że w banku Gringotta ma pieniądze po rodzicach, za które kupił wyposażenie do szkoły. Hagrid kupił chłopcu śnieżnobiałą sowę, Hedwigę, którą Potter używał do przesyłania korespondencji.
W drodze do Hogwartu Harry poznał swoich pierwszych przyjaciół, na całe życie. Byli to Ron Weasley i Hermiona Granger. Inni czarodzieje uważali go za bohatera, gdyż przeżył atak Voldemorta przez co również stał się rozpoznawalny i popularny u większości czarodziejów. Jednak nie u Draco Malfoya, który to z zazdrości stał się wrogiem chłopca. Harry trafił do Gryffindoru, wraz z Ronem i Hermioną, a Hogwart stał się jego prawdziwym domem. Nauka magii okazała się rzeczą trudną, aczkolwiek w większości przypadków dość przyjemną i owocną. Nie zapałał sympatią do nauczyciela Severusa Snape’a, mistrza eliksirów, zresztą z wzajemnością.
Na swoim pierwszym roku Harry stoczył i wygrał walkę z trollem górskim, został szukającym w drużynie Gryfonów jako najmłodszy od 100 lat zawodnik. Na święta dostał należącą do jego ojca pelerynę-niewidkę. Pod koniec roku odkrył tajemnicę Kamienia Filozoficznego i powstrzymał Voldemorta przed odrodzeniem. Kwiryniusz Quirrell, nosiciel Voldemorta, rozsypał się w proch.

### Drugi rok nauki (wrzesień 1992 do czerwca 1993)
Chłopiec odkrył sekret Komnaty Tajemnic. Dowiedział się także, że jest wężousty – mówił językiem węży. Dzięki pomocy Fawkesa – feniksa Dumbledore’a oraz miecza Godryka Gryffindora, pokonał wielkiego węża Bazyliszka zabijającego wzrokiem i toksyną z paszczy. Przebił mu czaszkę mieczem, a broń zaabsorbowała toksynę wielkiego gada. Ponownie przeszkodził Voldemortowi w odrodzeniu się i uratował Ginny Weasley, która nieświadomie stała się ofiarą „Czarnego Pana”. Jednocześnie zniszczył pierwszego horkruksa Voldemorta, przebijając dziennik Toma Marvolo Riddle’a kłem Bazyliszka. Zdołał również uwolnić skrzata Zgredka spod władzy Malfoyów. Gilderoy Lockhart, który próbował przypisać sobie te zasługi, a Ronowi i Harry’emu wyczyścić pamięć, sam przyjął atak swoim zaklęciem zapomnienia i trafił do szpitala dla czarodziejów.

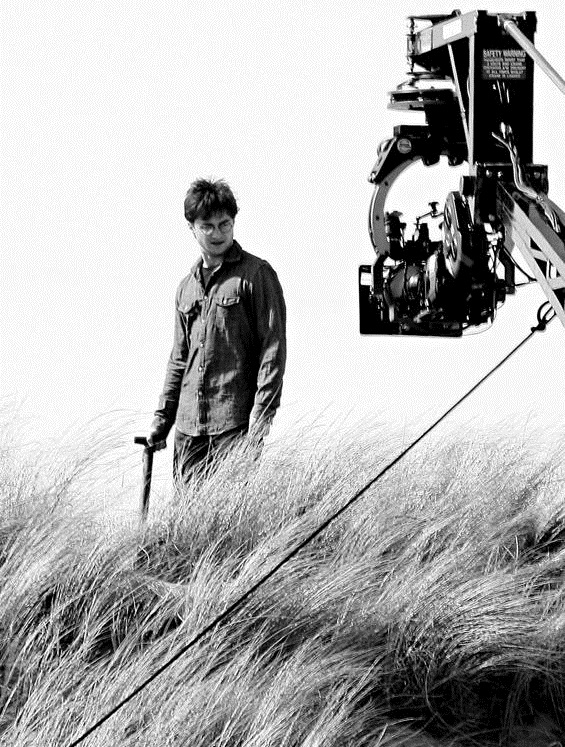
Daniel Radcliffe, odtwórca roli Harry’ego Pottera, podczas kręcenia ostatniego filmu z cyklu

### Trzeci rok nauki (wrzesień 1993 do czerwca 1994)
Pottera zaczął nauczać Remus Lupin, jeden z „Huncwotów” i przyjaciel jego zmarłego ojca. Od niego Potter nauczył się m.in. zaklęcia Patronusa, przeciw dementorom, którzy wysysali szczęście z ludzi oraz na których działanie chłopiec był podatny bardziej niż inni. Harry poznał również swojego ojca chrzestnego, Syriusza Blacka oraz historię jego „zdrady”. Pod koniec roku poznał drugą przepowiednię Trelawney:

To się stanie dzisiaj. Czarny Pan spoczywa samotny, bez przyjaciół, porzucony przez swoich wyznawców. Jego sługa był uwięziony przez dwanaście lat. Dzisiaj, przed północą, sługa rozerwie łańcuchy i wyruszy w drogę, by połączyć się ze swoim panem. Czarny Pan powstanie z jego pomocą, jeszcze bardziej potężny i straszny niż przedtem. Dziś... Przed północą... Sługa... Wyruszy... By połączyć się... Ze swoim... Panem...

oraz prawdę o szczurze Rona – Peterze Pettigrew. Wraz z Hermioną cofnął się w czasie. Przepędził setki dementorów zaklęciem Patronusa w postaci cielesnego jelenia od siebie i Syriusza. Także uratował przed śmiercią hipogryfa Hardodzioba. na którym Syriusz uciekł. Podczas roku szkolnego Harry otrzymał od Blacka „Błyskawicę” – najszybszą miotłę świata, która służyła mu podczas meczów w quidditcha.

### Czwarty rok nauki (wrzesień 1994 do czerwca 1995)
W wyniku działań sługi Voldemorta – działającego pod powłoką Alastora Moody’ego – Harry’ego zmuszono do udziału w Turnieju Trójmagicznym. W pierwszym zadaniu, dzięki zaklęciu przywołującemu Accio za pomocą miotły wykradł jajo smoka. Wnętrze jaja dało mu wskazówki do drugiego zadania. Okazało się, że musiał wyciągnąć Rona z jeziora. Udało mu się dzięki roślinie o nazwie skrzeloziele, dostarczonej przez Zgredka. Zgredek usłyszał o roślinie od owego sługi w jego zdawkowej rozmowie z innym nauczycielem. Natomiast w filmie to Neville powiedział Potterowi o tej możliwości. Harry wypłynął ostatni, ale za szlachetną postawę dostał najwięcej punktów. Dopłynął pierwszy do celu na dnie pobliskiego jeziora, ale upewnił się, że wszystkie „ofiary” są bezpieczne. Wyciągnął również Gabrielle Delacour, siostrę swojej rywalki. Ostatecznie wygrał ex aequo z Cedrikiem Diggorym. Trzecim zadaniem było zdobycie pucharu turniejowego w środku labiryntu. Sługa pozbył się rywali Harry’ego, a puchar przeniósł Harry’ego i Cedrica na cmentarz w Little Haglenton, gdzie Voldemort się odrodził. Mógł to zrobić dzięki krwi Harry’ego, mięśniom dłoni Pettigrew oraz kościom swojego ojca. Cedric zginął z ręki Petera Pettigrew. Voldemort i Harry stoczyli ze sobą pojedynek, podczas którego powstał bardzo rzadki efekt Priori Incantatem. Rdzenie różdżek Pottera i Riddle’a były takie same. Spowodowało to pojawienie się zjaw osób zabitych przez różdżkę Voldemorta od ostatniej ofiary: Cedrica, Franka Bryce, Berty Jorkins i w końcu rodziców Harry’ego. Harry uciekł swemu wrogowi, pochwycił ciało Cedrica i przywołał puchar przez co wrócił do Hogwartu. Tam sługa Voldemorta dowiedział się co się stało i usiłował zabić Harry’ego. Potem sam został obnażony przez Dumbledore’a, któremu – pod wpływem serum prawdy – opowiedział jak doszło do odrodzenia Czarnego Pana. Korneliusz Knot zablokował sobie możliwość przesłuchania sługi, czyli Bartemiusza Croucha Juniora. Nie uwierzył też w opowieści dyrektora Hogwartu i „Chłopca-Który-Przeżył”. Zakon Feniksa został reaktywowany i zmuszony do działania w podziemiu.

### Piąty rok nauki (wrzesień 1995 do czerwca 1996)
Tymczasem Ministerstwo Magii zaczęło uprzykrzać działania oraz życie Dumbledore’a i Harry’ego. Przyzwyczajone przez 14 lat do życia w spokoju, wszczęło kampanię szyderstw wobec nich. Harry musiał użyć zaklęcia patronusa w rejonie mugoli by ochronić siebie i Dudleya przed nasłanym na nich dementorem, co było zabronione uczniom prawem czarodziejów. Cała akcja Dolores Jane Umbridge zakończyła się oczyszczeniem Harry’ego z zarzutów. Z niemałą pomocą wyrozumiałej Amelii Bones, świadka ataku Arabelli Figg i dyrektora Hogwartu, który zaczął unikać kontaktu z chłopcem. Ministerstwo Magii i tak wmieszało się w sprawy Hogwartu, czyniąc Umbridge nauczycielką obrony przed czarną magią. Wkrótce zaczęła nauczanie czystej teorii, bez zajęć praktycznych co spotkało się z buntem uczniów. Ci założyli pod jej nosem „Gwardię Dumbledore’a” z Harrym jako nauczycielem. Umbridge – która w międzyczasie stała się „Wielkim Inkwizytorem” szkoły, a w końcu kwietnia 1996 roku, dyrektorem – jeszcze bardziej dręczyła Harry’ego. To szlabanami, to uniemożliwianiem odwiedzania Hogsmeade czy zakazem gry w quidditch. Do tego doznał on jeszcze wizji ataku w ciele węża Nagini na Artura Weasley. To ostatecznie uratowało życie ojcu Rona. Pomimo tego, przeżył swój pierwszy pocałunek z Cho Chang. Severus Snape, poproszony przez Dumbledore’a, pod przykrywką „korepetycji z eliksirów”, nauczał Harry’ego oklumencji by ten mógł zamknąć swój umysł przed wizjami „Czarnego Pana”. Harry został zwabiony przez Voldemorta do Departamentu Tajemnic w Ministerstwie Magii wizją torturowanego Syriusza. Niektórzy członkowie rozbitej Gwardii Dumbledore’a udali się z nim na miejsce, gdzie nie znaleźli Blacka, ale wdali się w bitwę ze śmierciożercami. W jej trakcie pierwsza przepowiednia Trelawney, na którą od roku polował Voldemort, uległa zniszczeniu. „Czarny Pan” osobiście pojawił się w ministerstwie i stoczył bitwę z Dumbledorem oraz opętał Harry’ego. Ze śmiertelnego uścisku uwolniła go miłość do Syriusza, który chwilę wcześniej zginął z ręki Bellatrix Lestrange. Voldemort ujawnił swoje istnienie Korneliuszowi Knotowi, który zrozumiawszy swój błąd został zmuszony do zaakceptowania nowej rzeczywistości i odwołania Umbridge ze szkoły. Harry poznał pełną pierwszą przepowiednię od Albusa Dumbledore’a.

Oto nadchodzi ten, który ma moc pokonania Czarnego Pana... Zrodzony z tych, którzy trzykrotnie mu się oparli, a narodzi się, gdy siódmy miesiąc dobiegnie końca... A choć Czarny Pan naznaczy go jako równego sobie, będzie on miał moc, jakiej Czarny Pan nie zna... I jeden z nich musi zginąć z ręki drugiego, bo żaden nie może żyć, gdy drugi przeżyje... Ten, który ma moc pokonania Czarnego Pana, narodzi się, gdy siódmy miesiąc dobiegnie końca...

### Szósty rok nauki (wrzesień 1996 do czerwca 1997)
W ministerstwie zmieniło się kierownictwo. Rufus Scrimgeour jako nowy minister rozpoczął walkę z Voldemortem. Nakłaniał także Harry’ego – „Wybrańca” – by ten udzielił ministerstwu wsparcia wizerunkowego. W szkole, chłopiec pobierał z Dumbledorem lekcję na temat przeszłości Voldemorta i w taki sposób dowiedział się o horkruksach. Dumbledore zdołał zniszczyć kolejny, czyli pierścień Marvolo Gaunta za cenę ściągnięcia na siebie śmiertelnej klątwy. Harry znalazł bardzo stary podręcznik do eliksirów niejakiego „Księcia Półkrwi” i odnalazł tam przekształcone przepisy na eliksiry. Dzięki nim stał się najlepszy w ich przyrządzaniu, a także ulubieńcem Horacego Slughorna. Były tam też formuły różnych nieznanych zaklęć np. złowrogiego Sectumsempra czy też użytecznego Muffliato. Zaklęcia „Sectumsempra” użył na Draconie Malfoyu, za co dostał okropny, ale zasłużony szlaban. Harry pocałował Ginny Weasley po wygranym meczu quidditcha. Od tej pory byli parą co Ron zaakceptował. Pod koniec szóstego roku nauki Harry i Albus zmierzyli się z inferiusami oraz odkryli gdzie jest medalion Salazara Slytherina – kolejny horkruks. Wydobycie go z zabezpieczeń zużyło siły życiowe dyrektora Hogwartu. Po powrocie do szkoły, Dumbledore został rozbrojony przez Dracona Malfoya i zginął z ręki Severusa Snape’a. Po jego śmierci Harry zerwał z Ginny, bo obawiał się, że Voldemort może ją wykorzystać. Tajemniczym „Księciem Półkrwi” okazał się znienawidzony, były mistrz eliksirów w szkole i obecny nauczyciel obrony przed czarną magią, Snape. Harry ruszył za nim w pościg, ale został szybko rozbrojony. Ten jednak nie pozwolił go skrzywdzić innym śmierciożercom. Po pogrzebie dyrektora Hogwartu, Harry uznał, że nie wróci na 7. rok nauki, lecz poświęci się by zniszczyć resztę horkruksów. By w końcu on lub ktoś inny zakończył życie Voldemorta. Hermiona i Ron zgodzili się mu towarzyszyć w tym zadaniu. Medalion Slytherina natomiast okazał się podróbką, podmienioną przez tajemniczego „R.A.B.”

### Szukanie horkruksów (wrzesień 1997 do maja 1998)
Dursleyowie ze względu na możliwy atak Śmierciożerców zostali zmuszeni do opuszczenia Privet Drive, gdyż w 17. urodziny Harry’ego – dzień osiągnięcia przez niego magicznej pełnoletności – wszystkie zaklęcia ochronne Dumbledore’a przestały działać. Zrealizowano plan Mundungusa Fletchera by siedmiu Potterów poleciało do domu Weasley’ów na miotłach. Zamiar udał się częściowo. Podczas jego realizacji zginęli Alastor Moody i Hedwiga, która ocaliła Harry’ego przed śmiertelnym zaklęciem. Natomiast Harry stracił „Błyskawicę”, a George Weasley kawałek ucha. Potter trafił jednak cały i zdrowy do domu Weasleyów, Nory. Dumbledore zapisał Potterowi w testamencie złoty znicz, który Harry złapał w pierwszym meczu, a także miecz Godryka Gryffindora, którym zabił bazyliszka. Tego ostatniego nie dostał. Musiał uciekać z Hermioną i Ronem z Nory w trakcie ślubu Billa z Fleur Delacour. Przenieśli się do Tottenham Court Road w Londynie. W kafejce napadli na nich Antonin Dołohow i Thorfinn Rowle. Zostali pokonani, ale trio dziwiło się skąd to śmierciożercy wiedzieli, gdzie przebywali. Imię Voldemorta stało się Tabu. Można było wykryć wszystkich, którzy bez zastanowienia się je wymawiają. Stamtąd przenieśli się do odziedziczonego przez Harry’ego domu Syriusza, przy Grimmauld Place 12. Dowiedzieli się kim jest R.A.B.. Był to brat Syriusza, Regulus Arcturus Black. Natomiast Severus Snape został dyrektorem szkoły, Alecto Carrow nauczycielką mugoloznawstwa, a jej brat Amycus nauczycielem propagowania czarnej magii. Od kiedy Harry wręczył Stworkowi fałszywy medalion i wykazał chęć pomocy w wypełnieniu ostatniej woli Regulusa, Stworek zmienił nastawienie do niego, Rona oraz Hermiony i stał się wzorowym skrzatem domowym. Opowiedział jak zginął Regulus i sprowadził do domu Mundungusa Fletchera, który ukradł prawdziwy horkruks. Złodziej przekazał im, że podarował go ropuchowatej czarownicy – Dolores Umbridge. Trio udało się odbić medalion w samym Ministerstwie Magii za cenę porzucenia Grimmauld Place. Corban Yaxley przebił się przez zaklęcie Fideliusa. Aportowali się na polanie, zmieniając co jakiś czas miejsce pobytu w namiocie, gdzie Hermiona za każdym razem rzucała skuteczne zaklęcia przeciw mugolom, szmalcownikom i śmierciożercom.
Medalion wywierał zły wpływ na każdego, kto nosił go zbyt długo, więc nosili go na zmianę. Gdy zapomnieli zabrać go od Rona, pokłócił się z nimi, oddał medalion i odszedł od nich. Harry i Hermiona udali się do Doliny Godryka, gdyż przypuszczali, że Dumbledore mógł zostawić miecz u Bathildy Bagshot. Po odwiedzeniu cmentarza, gdzie spoczywali rodzice Harry’ego, Bathilda odnalazła ich i zaprowadziła do swego domu. Kobieta już od dawna nie żyła, a w jej ciele tak naprawdę przebywała Nagini. Wyjaśniało to dlaczego tylko Harry słyszał jej słowa. W czasie ucieczki przed Nagini i Voldemortem, Hermiona przypadkowo złamała różdżkę Pottera zaklęciem obronnym.
Harry używał różdżki Hermiony. Podczas jednej z nocnych wart, zobaczył srebrzystą łanię, która chciała, by za nią poszedł. Zaprowadziła go nad jezioro, gdzie pod lodem leżał miecz Gryffindora. Harry zanurkował po miecz, medalion na łańcuszku zaczął go dusić, gdyż zapomniał zdjąć. Pottera uratował Ron, który znalazł ich dzięki wygaszaczowi Dumbledore’a. Harry przez mowę węży otworzył medalion, a Ron – po torturach ze strony Riddle’a – przebił go mieczem.
Od ojca Luny poznali historię trzech braci Peverell i „Insygniów Śmierci”: kamienia wskrzeszenia, peleryny niewidki i Czarnej Różdżki. Cała trójka została złapana przez szmalcowników gdy Harry wpadł na plan Voldemorta, który rzeczywiście szukał Czarnej Różdżki i przypadkowo wypowiedział imię wroga. Szmalcownicy doprowadzili ich dworu Malfoyów. Bellatrix wpadła w szał i niepokój, gdyż zobaczyła miecz Gryffindora. W teorii był przechowywany w jej skrytce bankowej w banku Gringotta, ale tam była tylko zwykła kopia. Torturowała Hermionę i Gryfka by wyjawili jej prawdę – który z przedmiotów jest prawdziwy. Harry, dzięki kawałkowi lusterka, które przed laty dostał od Syriusza, zdołał przywołać pomoc. Pojawił się Zgredek, który pomógł wydostać się za pomocą teleportacji wpierw Lunie, Ollivanderowi i Gryfkowi. Peter Pettigrew poszedł sprawdzić co to za trzaski, ale jego własna ręka przypomniała mu, że Harry ocalił mu kiedyś życie, dlatego sama udusiła go w lochach. Harry’emu udało się rozbroić Dracona Malfoya i zyskać jego różdżkę. Zgredek pomógł teleportować się trójce bohaterów, ale zginął podczas zadania. Bellatrix dosięgła go za pomocą rzuconego sztyletu.
Harry pojął oklumencję dopiero podczas własnoręcznego pochówku skrzata, niedaleko domu Billa i Fleur. Od uwolnionego Ollivandera, Potter poznał historię Czarnej Różdżki, a Gryfek – w zamian za miecz Gryffindora – miał im pomóc. Razem mieli ukraść puchar Helgi Hufflepuff, znajdujący się w skrytce Lestrange’ów. Plan się udał, a bohaterowie uciekli na niewidomym smoku. Gobliny sprowadziły do Voldemorta pochwyconego Gryfka z mieczem Gryffindora. Czarny Pan wpadł w szał i pozabijał stojące przy nim osoby. Potem ogarnął go lęk, gdyż nie spodziewał się, że tak młody wróg odkrywa jego tajemnice. Harry przeczytał jego myśli i odkrył, że jeden z horkruksów jest ukryty w Hogwarcie. Udali się do Hogsmeade, gdzie Aberforth Dumbledore ochronił ich przed atakiem dementorów i śmierciożerców. Przez jego bar przeniknęli podziemnym tunelem do Hogwartu. Pojawili się też członkowie Zakonu Feniksa i rozpoczęła się bitwa o szkołę ze śmierciożercami. Harry’emu udało się znaleźć jeszcze jednego horkruksa – diadem Roweny Ravenclaw – dzięki Lunie Lovegood i rozmowie z Szarą Damą. Diadem został zniszczony przez Goyle’a przepotężnym zaklęciem „szatańskiej pożogi” w pokoju Życzeń. Ron zaprowadził natomiast Hermionę do Komnaty Tajemnic, gdzie ona przebiła kłem martwego bazyliszka czarkę. Wspomnienia umierającego Snape’a natomiast pozwoliły zmienić postrzeganie byłego nauczyciela eliksirów jako niezłomnego i lojalnego sługę Dumbledore’a. Snape zabił dyrektora na jego wyraźne polecenie, gdyż Dumbledore chciał uniknąć agonii z klątwy pierścienia Gauntów. Harry dowiedział się o tym, że sam stał się horkruksem Czarnego Pana. Dlatego dobrowolnie udał się do Zakazanego Lasu gdzie przywołał do siebie duchy Lupina, Syriusza, matki i ojca za pomocą kamienia wskrzeszenia ukrytego w zniczu. Porzucił to insygnium i oddał swoje życie, dając się „zabić” Voldemortowi. Przeżył, gdyż w Czarnym Panu płynęła krew Lily i jej tarcza obronna uniemożliwiła właściwe działanie morderczego zaklęcia. Voldemort unicestwił część swojej duszy w Harrym. Dzięki matce Dracona, Rubeus Hagrid przyniósł Harry’ego do zamku. Voldemortowi wydawało się, że triumfuje i chciał upokorzyć Neville’a używając do tego kapelusza przydzielającego do „odpowiedniego” domu – do Slytherinu. Jednakże na pomoc Zakonowi Feniksa przyszedł Graup oraz centaury. Longbottom wyjął z kapelusza miecz Gryffindora, po czym ściął nim ostatniego horkruksa – węża Nagini. Skrzaty domowe pod wodzą Stworka wybiegły z kuchni by walczyć tasakami za Pottera. Rozpętała się bitwa podczas której Harry ukrył się pod peleryną-niewidką. Ujawnił się dopiero po tym jak Molly Weasley odebrała życie Bellatrix celującą w Ginny. Czarna Różdżka używana przez Voldemorta nie mogła walczyć z Potterem – ten, pokonując Dracona Malfoya, stał się jej prawowitym właścicielem. Harry nakazał Tomowi skruchę i wyjawił mu, jaką rolę pełnił Snape. Ostatecznie pozbawił życia swojego wroga, gdyż mordercze zaklęcie niczym gumowa piłeczka odbiło się od expelliarmusa Harry’ego.
Świat zaczął wracać do normy. Zaklęci imperiusem przychodzili do siebie, śmierciożercy uciekali w popłochu lub byli schwytani przez aurorów, niewinnie uwięzieni w Azkabanie zostali wypuszczani na wolność, Umbrigde została uwięziona oraz, że Kingsley Shacklebolt został mianowany tymczasowo Ministrem Magii. Harry wkrótce wyjaśnił przyjaciołom wszystko, ale zdecydował, że Czarna Różdżka – po tym jak skutecznie naprawił nią swoją różdżkę z piórem feniksa – spocznie w grobie Dumbledore’a.
Harry przeżył spotkanie z Lordem Voldemortem dziewięć razy:
1. w Dolinie Godryka, gdy miał rok, podczas Halloween w 1981 roku
2. w podziemiach Hogwartu w 1992 roku
3. w Komnacie Tajemnic w 1993 roku
4. na cmentarzu w Little Hangleton w 1995 roku
5. w Ministerstwie Magii w 1996 roku
6. w bitwie nad Little Whinging w lipcu 1997 roku
7. ponownie w Dolinie Godryka w grudniu 1997 roku
8. w Zakazanym Lesie w maju 1998 roku
9. i w Wielkiej Sali Hogwartu, gdzie wszystko się zakończyło, w maju 1998 roku.

## Epilog
Harry nie wrócił do Hogwartu po zakończeniu wojny na 7. rok nauki, co nie przeszkodziło jemu i Ronowi w zostaniu aurorem. Stał się ojcem chrzestnym osieroconego Teda Remusa Lupina. Sam został Szefem Biura Aurorów. Ożenił się z Ginny Weasley i razem z nią miał trójkę dzieci: synów Jamesa Syriusza, Albusa Severusa i córkę Lily Lunę. Zatrzymał motocykl Syriusza, który teść, Artur Weasley mu naprawił. Stracił zdolność mówienia w języku węży (z czego bardzo się cieszył), ale też od lat jego blizna jako ślad Avady Kedavry nie dała o sobie znać.
Harry Potter zadbał też o to by w Hogwarcie, w gabinecie dyrektorów, pojawił się obraz Snape’a, po tym jak dopiął swego w oczyszczeniu jego imienia i właściwym pochówku. Potter nigdy nie rozmawiał z wizerunkiem Severusa.
Pogodził się z Draconem i Severusem. Ich relacje neutralne. Natomiast wnuki Petunii i Lily spędzały razem czas na Boże Narodzenie.

## Insygnia Śmierci

Symbol Insygniów Śmierci – pionowa kreska symbolizuje Czarną Różdżkę, koło – Kamień Wskrzeszenia, trójkąt – Pelerynę Niewidkę

Insygnia Śmierci (ang. Deathly Hallows) – trzy przedmioty, występujące w serii Harry Potter (w siódmym tomie, Harry Potter i Insygnia Śmierci) oraz w legendzie Opowieść o Trzech Braciach ze zbioru Baśnie barda Beedle’a (również dotyczącej Harry’ego Pottera). Harry i jego przyjaciele dowiadują się o nich podczas wizyty u Ksenofiliusa Lovegood.

### Legenda
Według legendy zostały podarowane przez Śmierć trzem braciom Peverell. Były częścią jej planu, za pomocą którego chciała zabić każdego, kto chciał przejść przez rzekę, która była bardzo niebezpieczna i nikt jeszcze nie wyszedł z niej żywy. Jednakże bracia Peverell podczas wędrówki odnajdują rzekę, przez którą udaje im się przejść. Wyczarowali silny i wytrzymały most, który zapewnił im bezpieczne przejście. Śmierć rozgniewana, że uszli z życiem postanowiła im dać to, czego sobie zażyczą. Najstarszy brat wybrał różdżkę, której nikt nie pokona, średni poprosił o moc wskrzeszenia swej ukochanej. Najmłodszy zaś chciał coś, dzięki czemu mógłby się schować przed Śmiercią. Te trzy przedmioty tworzą tzw. Insygnia Śmierci. I Śmierć zabrała brata Antiocha, właściciela Czarnej Różdżki, który został zamordowany, a następnie brata Cadmusa, który popełnił samobójstwo nie mogąc znieść tego, że nie może przywrócić swojej ukochanej do świata żywych. Najpóźniej zabrała Ignotusa, który w razie niebezpieczeństwa ukrywał się pod peleryną-niewidką. Po tym, jak „ostatni brat i Śmierć poszli ze sobą razem jak równy z równym” Insygnia Śmierci zaginęły.
Według legendy ten, kto zbierze wszystkie 3 Insygnia, zostanie Panem Śmierci. Jak do tej pory tylko Harry Potter został prawowitym właścicielem wszystkich 3 insygniów, ale nawet on nie miał wszystkich w ręku. Gdy wyruszał do Zakazanego Lasu miał przy sobie kamień i pelerynę. Natomiast Czarna Różdżka była w rękach Lorda Voldemorta, mimo że Jej Panem był Harry. Po bitwie Harry w gabinecie dyrektora ma przy sobie Pelerynę i Różdżkę, gdyż kamień zaginął w Zakazanym lesie.

### Insygnia Śmierci
Insygniami Śmierci są:
| Lp. | Zdjęcie | Przedmiot                                     | Podarowana                                                  | Właściwości                                                                                              | Historia | Dalsze dzieje |
| --- | ------- | --------------------------------------------- | ----------------------------------------------------------- | --- | --- | --- |
| 1.  |         | Czarna Różdżka (ang. Elder Wand)              | najstarszemu bratu Antiochowi Peverell                      | Najpotężniejsza z różdżek                                                                                | Różdżka ta pojawia się w historii pod wieloma nazwami m.in. jako Berło Śmierci, czy Różdżka Przeznaczenia. Wykonana z czarnego bzu o rdzeniu z włosa testrala jej długość wynosiła 15 cali. Aby ją zdobyć, co było marzeniem czarnoksiężników, należało pokonać jej poprzedniego właściciela. W jej posiadanie wszedł Gregorowicz, wytwórca różdżek. Ukradł ją Grindelwald, a następnie przegrał ją w 1945 roku w pojedynku z Dumbledorem. W ostatniej książce sagi zdobył ją Voldemort, wyjmując przedmiot z grobowca Albusa Dumbledore’a. Różdżka jednak nie była mu w pełni posłuszna i doszedł do wniosku, że jej prawowitym właścicielem jest Severus Snape, zabójca Dumbledore’a. W trakcie drugiej bitwy o Hogwart, Czarny Pan zamordował go. To również nic nie dało – prawowitym właścicielem różdżki był Draco Malfoy, który rozbroił dyrektora Hogwartu, zanim ten zginął z rąk Snape’a. Nieświadomy tego Harry pokonał Malfoya kilka miesięcy przed przybyciem do Hogwartu po ostatniego horkruksa. Zrozumiał to dopiero później, gdy zbliżał się czas pokonania Voldemorta. | Ostatnimi czynami Czarnej Różdżki było pokonanie Voldemorta oraz naprawienie przełamanej różdżki Harry’ego Pottera. Następnie Harry Potter ponownie włożył różdżkę do grobowca Albusa Dumbledore’a, by utraciła swoją moc wraz ze spokojną śmiercią bohatera. |
| 2.  |         | Kamień Wskrzeszenia (ang. Ressurection Stone) | środkowemu bratu, Cadmusowi Peverell                        | kamień umożliwiający wskrzeszanie zmarłych, którzy jednak – mimo tego – wciąż należeli do innego świata. | Cadmus przywołał ducha swej narzeczonej, która zmarła tuż przed ślubem. Jednakże nie umiał pogodzić się z tym, że jego ukochana nie powróci do świata żywych, więc popełnił samobójstwo. Z czasem, Kamień Wskrzeszenia został ukryty w pierścieniu rodu Gauntów, który wyryli na nim symbol Insygniów. Marvolo Gaunt uważał ten znak za herb rodziny Gauntów. Nieświadomy jego mocy i znaczenia młody Tom Riddle zamienił go w horkruksa. Później, w jego posiadanie wszedł Dumbledore. Próbował go użyć, by zobaczyć się ze swoją rodziną i móc ich przeprosić. Pierścień jednak został przeklęty przez Riddle’a, dlatego czarodziej zatruł swą rękę. Po zniszczeniu horkruksa i wyjęciu kamienia, ukrył go w złotym zniczu i zapisał Harry’emu w testamencie. Harry odnalazł go i przywołał duchy swych rodziców oraz bliskich – Jamesa Pottera, Lilly Potter, Lupina i Syriusza. Następnie przez chwilę z nimi rozmawiał. W końcu zniknęli, ale obiecali mu, że będą towarzyszyć Harry’emu do końca.                                                                                  | Tuż przed oddaniem się w ręce Voldemorta Harry upuścił kamień w Zakazanym Lesie, niedaleko gniazda akromantuli, lecz nie podjął starań by go odszukać. |
| 3.  |         | Peleryna Niewidka (ang. Invisibility Cloak)   | najmłodszemu bratu Ignotusowi Peverell (przodkowi Potterów) | Powodowała niewidzialność                                                                                | Była przekazywana od wieków z ojca na syna; Harry Potter odziedziczył ją po swoim ojcu. Dumbledore pożyczył ją od Jamesa Pottera kilka dni przed jego śmiercią w celu jej zbadania, a gdy Harry rozpoczął naukę w Hogwarcie, oddał mu ją anonimowo. Mimo iż na świecie było wiele peleryn zapewniających niewidzialność, ta jedyna była niezniszczalna i nie działały na nią żadne zaklęcia i nie starzała się z wiekiem. Nie traciła właściwości tak jak zwykłe, z włosów demimozy. | Jedyny dar, który nie został porzucony przez Harry’ego. |

### Poszukiwania
Ponieważ zdobywca wszystkich trzech Insygniów zostawał „Panem Śmierci”, wiele osób poszukiwało choćby cienia dowodu na to, że legenda jest prawdziwa, a przedmioty istnieją naprawdę. Należeli do nich m.in. młodzi Dumbledore i Grindelwald, którzy w młodości fantazjowali o odnalezieniu Insygniów. W ostatniej części sagi o Harrym Potterze to właśnie główny bohater posiada kolejno wszystkie trzy insygnia, lecz rezygnuje z posiadania Czarnej Różdżki – ukrywa ją w grobie Dumbledore’a. Gdyby Harry zmarł nie będąc pokonanym przez kogokolwiek, moc Czarnej Różdżki by wygasła. Kamień został zgubiony przez Harry’ego w lesie, w którym ugodziło go zaklęcie Avada Kedavra, nie jest dokładnie określone, co dzieje się z nim dalej i Harry nie ma zamiaru go szukać. Peleryna Niewidka oczywiście zostaje w jego rękach. Później dziedziczy ją James Syriusz Potter (jako najstarszy syn).
Symbol Insygniów jest wymieniony po raz pierwszy w rozdziale „Wesele” 7. tomu – ma go na szyi (w formie wisiorka) Ksenofilius Lovegood. Wiktor Krum mówi Harry’emu, że to znak Grindelwalda. Potem dowiadujemy się, że Grindelwald chciał zdobyć Insygnia, więc wyżłobił ten znak na ścianie Durmstrangu, stąd pomyłka Wiktora.
W rozdziale „King’s Cross”, podczas rozmowy w zaświatach z Harrym, Dumbledore wysunął przypuszczenie, że Insygnia nie są darami Śmierci, lecz po prostu dziełem bardzo zdolnych czarodziejów, jakimi byli bracia Peverell. Ze względu na wyjątkowe właściwości z czasem obrosły one legendą.

## Drzewo genealogiczne z perspektywy

### Rodzina Potter
|                   |                   |                   |                   |                    |                    |                    |                    |                    |                    |                   |                   |                   |                   |                 |                 |                 |                 |                 |                 |                  |                  |                  |                  |                  |                  |               |               | rodzina Peverellów |                  |                  |                  |                  |                  |                  |                  |                    |                    |                    |                    |                    |                    |                  |                  |                  |                  |                  |                  |                  |                  |                 |                 |                  |                  |                      |                      |                      |                      |                      |                      |                 |                 |                      |                      |                      |                      |                        |                        |                        |                        |                        |                        |                   |                   |                  |                  |                        |                        |                        |                        |                        |                        |  |  |  |  |  |  |  |  |  |  |  |  |  |  |  |  |  |  |  |  |  |  |  |  |  |  |  |  |
|                   |                   |                   |                   |                    |                    |                    |                    |                    |                    |                   |                   |                   |                   |                 |                 |                 |                 |                 |                 |                  |                  |                  |                  |                  |                  |               |               |                    |                  |                  |                  |                  |                  |                  |                  |                    |                    |                    |                    |                    |                    |                  |                  |                  |                  |                  |                  |                  |                  |                 |                 |                  |                  |                      |                      |                      |                      |                      |                      |                 |                 |                      |                      |                      |                      |                        |                        |                        |                        |                        |                        |                   |                   |                  |                  |                        |                        |                        |                        |                        |                        |  |  |  |  |  |  |  |  |  |  |  |  |  |  |  |  |  |  |  |  |  |  |  |  |  |  |  |  |
|                   |                   |                   |                   |                    |                    |                    |                    |                    |                    |                   |                   |                   |                   |                 |                 |                 |                 |                 |                 |                  |                  |                  |                  |                  |                  |               |               |                    |                  |                  |                  |                  |                  |                  |                  |                    |                    |                    |                    |                    |                    |                  |                  |                  |                  |                  |                  |                  |                  |                 |                 |                  |                  |                      |                      |                      |                      |                      |                      |                 |                 |                      |                      |                      |                      |                        |                        |                        |                        |                        |                        |                   |                   |                  |                  |                        |                        |                        |                        |                        |                        |  |  |  |  |  |  |  |  |  |  |  |  |  |  |  |  |  |  |  |  |  |  |  |  |  |  |  |  |
|                   |                   |                   |                   |                    |                    | Salazar Slytherin  | Salazar Slytherin  | Salazar Slytherin  | Salazar Slytherin  | Salazar Slytherin | Salazar Slytherin |                   |                   |                 |                 |                 |                 | Cadmus Peverell | Cadmus Peverell | Cadmus Peverell  | Cadmus Peverell  | Cadmus Peverell  | Cadmus Peverell  |                  |                  |               |               | Antioch Peverell   | Antioch Peverell | Antioch Peverell | Antioch Peverell | Antioch Peverell | Antioch Peverell |                  |                  |                    |                    |                    |                    |                    |                    |                  |                  |                  |                  |                  |                  |                  |                  |                 |                 |                  |                  |                      |                      |                      |                      |                      |                      |                 |                 |                      |                      |                      |                      | Ignotus Peverell       | Ignotus Peverell       | Ignotus Peverell       | Ignotus Peverell       | Ignotus Peverell       | Ignotus Peverell       |                   |                   |                  |                  |                        |                        |                        |                        |                        |                        |  |  |  |  |  |  |  |  |  |  |  |  |  |  |  |  |  |  |  |  |  |  |  |  |  |  |  |  |
|                   |                   |                   |                   |                    |                    | Salazar Slytherin  | Salazar Slytherin  | Salazar Slytherin  | Salazar Slytherin  | Salazar Slytherin | Salazar Slytherin |                   |                   |                 |                 |                 |                 | Cadmus Peverell | Cadmus Peverell | Cadmus Peverell  | Cadmus Peverell  | Cadmus Peverell  | Cadmus Peverell  |                  |                  |               |               | Antioch Peverell   | Antioch Peverell | Antioch Peverell | Antioch Peverell | Antioch Peverell | Antioch Peverell |                  |                  |                    |                    |                    |                    |                    |                    |                  |                  |                  |                  |                  |                  |                  |                  |                 |                 |                  |                  |                      |                      |                      |                      |                      |                      |                 |                 |                      |                      |                      |                      | Ignotus Peverell       | Ignotus Peverell       | Ignotus Peverell       | Ignotus Peverell       | Ignotus Peverell       | Ignotus Peverell       |                   |                   |                  |                  |                        |                        |                        |                        |                        |                        |  |  |  |  |  |  |  |  |  |  |  |  |  |  |  |  |  |  |  |  |  |  |  |  |  |  |  |  |
|                   |                   |                   |                   |                    |                    |                    |                    |                    |                    |                   |                   |                   |                   |                 |                 |                 |                 |                 |                 |                  |                  |                  |                  |                  |                  |               |               |                    |                  |                  |                  |                  |                  |                  |                  |                    |                    |                    |                    |                    |                    |                  |                  |                  |                  |                  |                  |                  |                  |                 |                 |                  |                  |                      |                      |                      |                      |                      |                      |                 |                 |                      |                      |                      |                      | syn Ignotusa Peverella | syn Ignotusa Peverella | syn Ignotusa Peverella | syn Ignotusa Peverella | syn Ignotusa Peverella | syn Ignotusa Peverella |                   |                   |                  |                  | Linfred ze Stinchcombe | Linfred ze Stinchcombe | Linfred ze Stinchcombe | Linfred ze Stinchcombe | Linfred ze Stinchcombe | Linfred ze Stinchcombe |  |  |  |  |  |  |  |  |  |  |  |  |  |  |  |  |  |  |  |  |  |  |  |  |  |  |  |  |
|                   |                   |                   |                   |                    |                    |                    |                    |                    |                    |                   |                   |                   |                   |                 |                 |                 |                 |                 |                 |                  |                  |                  |                  |                  |                  |               |               |                    |                  |                  |                  |                  |                  |                  |                  |                    |                    |                    |                    |                    |                    |                  |                  |                  |                  |                  |                  |                  |                  |                 |                 |                  |                  |                      |                      |                      |                      |                      |                      |                 |                 |                      |                      |                      |                      | syn Ignotusa Peverella | syn Ignotusa Peverella | syn Ignotusa Peverella | syn Ignotusa Peverella | syn Ignotusa Peverella | syn Ignotusa Peverella |                   |                   |                  |                  | Linfred ze Stinchcombe | Linfred ze Stinchcombe | Linfred ze Stinchcombe | Linfred ze Stinchcombe | Linfred ze Stinchcombe | Linfred ze Stinchcombe |  |  |  |  |  |  |  |  |  |  |  |  |  |  |  |  |  |  |  |  |  |  |  |  |  |  |  |  |
|                   |                   |                   |                   |                    |                    |                    |                    |                    |                    |                   |                   |                   |                   |                 |                 |                 |                 |                 |                 |                  |                  |                  |                  |                  |                  |               |               |                    |                  |                  |                  |                  |                  |                  |                  |                    |                    |                    |                    |                    |                    |                  |                  |                  |                  |                  |                  |                  |                  |                 |                 |                  |                  |                      |                      |                      |                      |                      |                      |                 |                 |                      |                      |                      |                      |                        |                        | Iolanthe Peverell      | Iolanthe Peverell      | Iolanthe Peverell      | Iolanthe Peverell      | Iolanthe Peverell | Iolanthe Peverell |                  |                  | Hardwin Potter         | Hardwin Potter         | Hardwin Potter         | Hardwin Potter         | Hardwin Potter         | Hardwin Potter         |  |  |  |  |  |  |  |  |  |  |  |  |  |  |  |  |  |  |  |  |  |  |  |  |  |  |  |  |
|                   |                   |                   |                   |                    |                    |                    |                    |                    |                    |                   |                   |                   |                   |                 |                 |                 |                 |                 |                 |                  |                  |                  |                  |                  |                  |               |               |                    |                  |                  |                  |                  |                  |                  |                  |                    |                    |                    |                    |                    |                    |                  |                  |                  |                  |                  |                  |                  |                  |                 |                 |                  |                  |                      |                      |                      |                      |                      |                      |                 |                 |                      |                      |                      |                      |                        |                        | Iolanthe Peverell      | Iolanthe Peverell      | Iolanthe Peverell      | Iolanthe Peverell      | Iolanthe Peverell | Iolanthe Peverell |                  |                  | Hardwin Potter         | Hardwin Potter         | Hardwin Potter         | Hardwin Potter         | Hardwin Potter         | Hardwin Potter         |  |  |  |  |  |  |  |  |  |  |  |  |  |  |  |  |  |  |  |  |  |  |  |  |  |  |  |  |
|                   |                   |                   |                   |                    |                    |                    |                    |                    |                    |                   |                   |                   |                   |                 |                 |                 |                 |                 |                 |                  |                  |                  |                  |                  |                  |               |               |                    |                  |                  |                  |                  |                  |                  |                  |                    |                    |                    |                    |                    |                    |                  |                  |                  |                  |                  |                  |                  |                  |                 |                 |                  |                  |                      |                      |                      |                      |                      |                      |                 |                 |                      |                      |                      |                      |                        |                        |                        |                        |                        |                        |                   |                   |                  |                  |                        |                        |                        |                        |                        |                        |  |  |  |  |  |  |  |  |  |  |  |  |  |  |  |  |  |  |  |  |  |  |  |  |  |  |  |  |
|                   |                   |                   |                   |                    |                    | wiele pokoleń      | wiele pokoleń      | wiele pokoleń      | wiele pokoleń      | wiele pokoleń     | wiele pokoleń     |                   |                   |                 |                 |                 |                 | wiele pokoleń   | wiele pokoleń   | wiele pokoleń    | wiele pokoleń    | wiele pokoleń    | wiele pokoleń    |                  |                  |               |               |                    |                  |                  |                  |                  |                  |                  |                  |                    |                    |                    |                    |                    |                    |                  |                  |                  |                  |                  |                  |                  |                  |                 |                 |                  |                  |                      |                      |                      |                      |                      |                      |                 |                 |                      |                      |                      |                      |                        |                        |                        |                        |                        |                        | wiele pokoleń     | wiele pokoleń     | wiele pokoleń    | wiele pokoleń    | wiele pokoleń          | wiele pokoleń          |                        |                        |                        |                        |  |  |  |  |  |  |  |  |  |  |  |  |  |  |  |  |  |  |  |  |  |  |  |  |  |  |  |  |
|                   |                   |                   |                   |                    |                    | wiele pokoleń      | wiele pokoleń      | wiele pokoleń      | wiele pokoleń      | wiele pokoleń     | wiele pokoleń     |                   |                   |                 |                 |                 |                 | wiele pokoleń   | wiele pokoleń   | wiele pokoleń    | wiele pokoleń    | wiele pokoleń    | wiele pokoleń    |                  |                  |               |               |                    |                  |                  |                  |                  |                  |                  |                  |                    |                    |                    |                    |                    |                    |                  |                  |                  |                  |                  |                  |                  |                  |                 |                 |                  |                  |                      |                      |                      |                      |                      |                      |                 |                 |                      |                      |                      |                      |                        |                        |                        |                        |                        |                        | wiele pokoleń     | wiele pokoleń     | wiele pokoleń    | wiele pokoleń    | wiele pokoleń          | wiele pokoleń          |                        |                        |                        |                        |  |  |  |  |  |  |  |  |  |  |  |  |  |  |  |  |  |  |  |  |  |  |  |  |  |  |  |  |
|                   |                   |                   |                   |                    |                    |                    |                    |                    |                    |                   |                   |                   |                   |                 |                 |                 |                 |                 |                 |                  |                  |                  |                  |                  |                  |               |               |                    |                  |                  |                  |                  |                  |                  |                  |                    |                    |                    |                    |                    |                    |                  |                  |                  |                  |                  |                  |                  |                  |                 |                 |                  |                  |                      |                      |                      |                      |                      |                      |                 |                 |                      |                      |                      |                      |                        |                        |                        |                        |                        |                        |                   |                   |                  |                  |                        |                        |                        |                        |                        |                        |  |  |  |  |  |  |  |  |  |  |  |  |  |  |  |  |  |  |  |  |  |  |  |  |  |  |  |  |
|                   |                   |                   |                   |                    |                    |                    |                    |                    |                    |                   |                   |                   |                   |                 |                 |                 |                 |                 |                 |                  |                  |                  |                  |                  |                  |               |               |                    |                  |                  |                  |                  |                  |                  |                  |                    |                    |                    |                    |                    |                    |                  |                  |                  |                  |                  |                  |                  |                  |                 |                 |                  |                  |                      |                      |                      |                      |                      |                      |                 |                 |                      |                      |                      |                      |                        |                        |                        |                        |                        |                        | Ralston Potter    |                   |                  |                  |                        |                        |                        |                        |                        |                        |  |  |  |  |  |  |  |  |  |  |  |  |  |  |  |  |  |  |  |  |  |  |  |  |  |  |  |  |
|                   |                   |                   |                   |                    |                    |                    |                    |                    |                    |                   |                   |                   |                   |                 |                 |                 |                 |                 |                 |                  |                  |                  |                  |                  |                  |               |               |                    |                  |                  |                  |                  |                  |                  |                  |                    |                    |                    |                    |                    |                    |                  |                  |                  |                  |                  |                  |                  |                  |                 |                 |                  |                  |                      |                      |                      |                      |                      |                      |                 |                 |                      |                      |                      |                      |                        |                        |                        |                        |                        |                        |                   |                   |                  |                  |                        |                        |                        |                        |                        |                        |  |  |  |  |  |  |  |  |  |  |  |  |  |  |  |  |  |  |  |  |  |  |  |  |  |  |  |  |
|                   |                   |                   |                   |                    |                    |                    |                    |                    |                    |                   |                   | Marvolo Gaunt     | Marvolo Gaunt     | Marvolo Gaunt   | Marvolo Gaunt   | Marvolo Gaunt   | Marvolo Gaunt   |                 |                 |                  |                  |                  |                  |                  |                  |               |               | rodzina Blacków    | rodzina Blacków  | rodzina Blacków  | rodzina Blacków  | rodzina Blacków  | rodzina Blacków  |                  |                  |                    |                    |                    |                    |                    |                    |                  |                  |                  |                  |                  |                  |                  |                  |                 |                 |                  |                  |                      |                      |                      |                      |                      |                      |                 |                 |                      |                      |                      |                      |                        |                        |                        |                        |                        |                        | wiele pokoleń     | wiele pokoleń     | wiele pokoleń    | wiele pokoleń    | wiele pokoleń          | wiele pokoleń          |                        |                        |                        |                        |  |  |  |  |  |  |  |  |  |  |  |  |  |  |  |  |  |  |  |  |  |  |  |  |  |  |  |  |
|                   |                   |                   |                   |                    |                    |                    |                    |                    |                    |                   |                   | Marvolo Gaunt     | Marvolo Gaunt     | Marvolo Gaunt   | Marvolo Gaunt   | Marvolo Gaunt   | Marvolo Gaunt   |                 |                 |                  |                  |                  |                  |                  |                  |               |               | rodzina Blacków    | rodzina Blacków  | rodzina Blacków  | rodzina Blacków  | rodzina Blacków  | rodzina Blacków  |                  |                  |                    |                    |                    |                    |                    |                    |                  |                  |                  |                  |                  |                  |                  |                  |                 |                 |                  |                  |                      |                      |                      |                      |                      |                      |                 |                 |                      |                      |                      |                      |                        |                        |                        |                        |                        |                        | wiele pokoleń     | wiele pokoleń     | wiele pokoleń    | wiele pokoleń    | wiele pokoleń          | wiele pokoleń          |                        |                        |                        |                        |  |  |  |  |  |  |  |  |  |  |  |  |  |  |  |  |  |  |  |  |  |  |  |  |  |  |  |  |
|                   |                   |                   |                   |                    |                    |                    |                    |                    |                    |                   |                   |                   |                   |                 |                 |                 |                 |                 |                 |                  |                  |                  |                  |                  |                  |               |               |                    |                  |                  |                  |                  |                  |                  |                  |                    |                    |                    |                    |                    |                    |                  |                  |                  |                  |                  |                  |                  |                  |                 |                 |                  |                  |                      |                      |                      |                      |                      |                      |                 |                 |                      |                      |                      |                      |                        |                        |                        |                        |                        |                        |                   |                   |                  |                  |                        |                        |                        |                        |                        |                        |  |  |  |  |  |  |  |  |  |  |  |  |  |  |  |  |  |  |  |  |  |  |  |  |  |  |  |  |
| Tom Riddle        | Tom Riddle        | Tom Riddle        | Tom Riddle        | Tom Riddle         | Tom Riddle         |                    |                    | Meropa Gaunt       | Meropa Gaunt       | Meropa Gaunt      | Meropa Gaunt      | Meropa Gaunt      | Meropa Gaunt      |                 |                 | Morfin Gaunt    | Morfin Gaunt    | Morfin Gaunt    | Morfin Gaunt    | Morfin Gaunt     | Morfin Gaunt     |                  |                  |                  |                  |               |               |                    |                  |                  |                  |                  |                  |                  |                  |                    |                    |                    |                    |                    |                    |                  |                  |                  |                  |                  |                  |                  |                  |                 |                 |                  |                  |                      |                      |                      |                      |                      |                      |                 |                 |                      |                      | Pani Potter          | Pani Potter          | Pani Potter            | Pani Potter            | Pani Potter            | Pani Potter            |                        |                        | Henry Potter      | Henry Potter      | Henry Potter     | Henry Potter     | Henry Potter           | Henry Potter           |                        |                        |                        |                        |  |  |  |  |  |  |  |  |  |  |  |  |  |  |  |  |  |  |  |  |  |  |  |  |  |  |  |  |
| Tom Riddle        | Tom Riddle        | Tom Riddle        | Tom Riddle        | Tom Riddle         | Tom Riddle         |                    |                    | Meropa Gaunt       | Meropa Gaunt       | Meropa Gaunt      | Meropa Gaunt      | Meropa Gaunt      | Meropa Gaunt      |                 |                 | Morfin Gaunt    | Morfin Gaunt    | Morfin Gaunt    | Morfin Gaunt    | Morfin Gaunt     | Morfin Gaunt     |                  |                  |                  |                  |               |               |                    |                  |                  |                  |                  |                  |                  |                  |                    |                    |                    |                    |                    |                    |                  |                  |                  |                  |                  |                  |                  |                  |                 |                 |                  |                  |                      |                      |                      |                      |                      |                      |                 |                 |                      |                      | Pani Potter          | Pani Potter          | Pani Potter            | Pani Potter            | Pani Potter            | Pani Potter            |                        |                        | Henry Potter      | Henry Potter      | Henry Potter     | Henry Potter     | Henry Potter           | Henry Potter           |                        |                        |                        |                        |  |  |  |  |  |  |  |  |  |  |  |  |  |  |  |  |  |  |  |  |  |  |  |  |  |  |  |  |
|                   |                   |                   |                   |                    |                    |                    |                    |                    |                    |                   |                   |                   |                   |                 |                 |                 |                 |                 |                 |                  |                  |                  |                  |                  |                  |               |               |                    |                  |                  |                  |                  |                  |                  |                  |                    |                    |                    |                    |                    |                    |                  |                  |                  |                  |                  |                  |                  |                  |                 |                 |                  |                  |                      |                      |                      |                      |                      |                      |                 |                 |                      |                      |                      |                      |                        |                        |                        |                        |                        |                        |                   |                   |                  |                  |                        |                        |                        |                        |                        |                        |  |  |  |  |  |  |  |  |  |  |  |  |  |  |  |  |  |  |  |  |  |  |  |  |  |  |  |  |
|                   |                   |                   |                   | Tom Marvolo Riddle | Tom Marvolo Riddle | Tom Marvolo Riddle | Tom Marvolo Riddle | Tom Marvolo Riddle | Tom Marvolo Riddle |                   |                   |                   |                   |                 |                 |                 |                 |                 |                 | Septimus Weasley | Septimus Weasley | Septimus Weasley | Septimus Weasley | Septimus Weasley | Septimus Weasley |               |               | Cedrella Black     | Cedrella Black   | Cedrella Black   | Cedrella Black   | Cedrella Black   | Cedrella Black   |                  |                  | pan i pani Dursley | pan i pani Dursley | pan i pani Dursley | pan i pani Dursley | pan i pani Dursley | pan i pani Dursley |                  |                  |                  |                  |                  |                  |                  |                  |                 |                 | pan i pani Evans | pan i pani Evans | pan i pani Evans     | pan i pani Evans     | pan i pani Evans     | pan i pani Evans     |                      |                      | Euphemia Potter | Euphemia Potter | Euphemia Potter      | Euphemia Potter      | Euphemia Potter      | Euphemia Potter      |                        |                        | Fleamont Potter        | Fleamont Potter        | Fleamont Potter        | Fleamont Potter        | Fleamont Potter   | Fleamont Potter   |                  |                  |                        |                        |                        |                        |                        |                        |  |  |  |  |  |  |  |  |  |  |  |  |  |  |  |  |  |  |  |  |  |  |  |  |  |  |  |  |
|                   |                   |                   |                   | Tom Marvolo Riddle | Tom Marvolo Riddle | Tom Marvolo Riddle | Tom Marvolo Riddle | Tom Marvolo Riddle | Tom Marvolo Riddle |                   |                   |                   |                   |                 |                 |                 |                 |                 |                 | Septimus Weasley | Septimus Weasley | Septimus Weasley | Septimus Weasley | Septimus Weasley | Septimus Weasley |               |               | Cedrella Black     | Cedrella Black   | Cedrella Black   | Cedrella Black   | Cedrella Black   | Cedrella Black   |                  |                  | pan i pani Dursley | pan i pani Dursley | pan i pani Dursley | pan i pani Dursley | pan i pani Dursley | pan i pani Dursley |                  |                  |                  |                  |                  |                  |                  |                  |                 |                 | pan i pani Evans | pan i pani Evans | pan i pani Evans     | pan i pani Evans     | pan i pani Evans     | pan i pani Evans     |                      |                      | Euphemia Potter | Euphemia Potter | Euphemia Potter      | Euphemia Potter      | Euphemia Potter      | Euphemia Potter      |                        |                        | Fleamont Potter        | Fleamont Potter        | Fleamont Potter        | Fleamont Potter        | Fleamont Potter   | Fleamont Potter   |                  |                  |                        |                        |                        |                        |                        |                        |  |  |  |  |  |  |  |  |  |  |  |  |  |  |  |  |  |  |  |  |  |  |  |  |  |  |  |  |
|                   |                   |                   |                   |                    |                    |                    |                    |                    |                    |                   |                   |                   |                   |                 |                 |                 |                 |                 |                 |                  |                  |                  |                  |                  |                  |               |               |                    |                  |                  |                  |                  |                  |                  |                  |                    |                    |                    |                    |                    |                    |                  |                  |                  |                  |                  |                  |                  |                  |                 |                 |                  |                  |                      |                      |                      |                      |                      |                      |                 |                 |                      |                      |                      |                      |                        |                        |                        |                        |                        |                        |                   |                   |                  |                  |                        |                        |                        |                        |                        |                        |  |  |  |  |  |  |  |  |  |  |  |  |  |  |  |  |  |  |  |  |  |  |  |  |  |  |  |  |
|                   |                   |                   |                   |                    |                    |                    |                    |                    |                    |                   |                   |                   |                   |                 |                 |                 |                 |                 |                 |                  |                  |                  |                  |                  |                  |               |               |                    |                  |                  |                  |                  |                  |                  |                  |                    |                    |                    |                    |                    |                    |                  |                  |                  |                  |                  |                  |                  |                  |                 |                 |                  |                  |                      |                      |                      |                      |                      |                      |                 |                 |                      |                      |                      |                      |                        |                        |                        |                        |                        |                        |                   |                   |                  |                  |                        |                        |                        |                        |                        |                        |  |  |  |  |  |  |  |  |  |  |  |  |  |  |  |  |  |  |  |  |  |  |  |  |  |  |  |  |
| Apolline Delacour | Apolline Delacour | Apolline Delacour | Apolline Delacour | Apolline Delacour  | Apolline Delacour  |                    |                    | pan Delacour       | pan Delacour       | pan Delacour      | pan Delacour      | pan Delacour      | pan Delacour      |                 |                 | Molly Prewett   | Molly Prewett   | Molly Prewett   | Molly Prewett   | Molly Prewett    | Molly Prewett    |                  |                  | Artur Weasley    | Artur Weasley    | Artur Weasley | Artur Weasley | Artur Weasley      | Artur Weasley    |                  |                  | Marjorie Dursley | Marjorie Dursley | Marjorie Dursley | Marjorie Dursley | Marjorie Dursley   | Marjorie Dursley   |                    |                    | Vernon Dursley     | Vernon Dursley     | Vernon Dursley   | Vernon Dursley   | Vernon Dursley   | Vernon Dursley   |                  |                  | Petunia Evans    | Petunia Evans    | Petunia Evans   | Petunia Evans   | Petunia Evans    | Petunia Evans    |                      |                      | Lily Evans           | Lily Evans           | Lily Evans           | Lily Evans           | Lily Evans      | Lily Evans      |                      |                      | James Potter         | James Potter         | James Potter           | James Potter           | James Potter           | James Potter           |                        |                        |                   |                   |                  |                  |                        |                        |                        |                        |                        |                        |  |  |  |  |  |  |  |  |  |  |  |  |  |  |  |  |  |  |  |  |  |  |  |  |  |  |  |  |
| Apolline Delacour | Apolline Delacour | Apolline Delacour | Apolline Delacour | Apolline Delacour  | Apolline Delacour  |                    |                    | pan Delacour       | pan Delacour       | pan Delacour      | pan Delacour      | pan Delacour      | pan Delacour      |                 |                 | Molly Prewett   | Molly Prewett   | Molly Prewett   | Molly Prewett   | Molly Prewett    | Molly Prewett    |                  |                  | Artur Weasley    | Artur Weasley    | Artur Weasley | Artur Weasley | Artur Weasley      | Artur Weasley    |                  |                  | Marjorie Dursley | Marjorie Dursley | Marjorie Dursley | Marjorie Dursley | Marjorie Dursley   | Marjorie Dursley   |                    |                    | Vernon Dursley     | Vernon Dursley     | Vernon Dursley   | Vernon Dursley   | Vernon Dursley   | Vernon Dursley   |                  |                  | Petunia Evans    | Petunia Evans    | Petunia Evans   | Petunia Evans   | Petunia Evans    | Petunia Evans    |                      |                      | Lily Evans           | Lily Evans           | Lily Evans           | Lily Evans           | Lily Evans      | Lily Evans      |                      |                      | James Potter         | James Potter         | James Potter           | James Potter           | James Potter           | James Potter           |                        |                        |                   |                   |                  |                  |                        |                        |                        |                        |                        |                        |  |  |  |  |  |  |  |  |  |  |  |  |  |  |  |  |  |  |  |  |  |  |  |  |  |  |  |  |
|                   |                   |                   |                   |                    |                    |                    |                    |                    |                    |                   |                   |                   |                   |                 |                 |                 |                 |                 |                 |                  |                  |                  |                  |                  |                  |               |               |                    |                  |                  |                  |                  |                  |                  |                  |                    |                    |                    |                    |                    |                    |                  |                  |                  |                  |                  |                  |                  |                  |                 |                 |                  |                  |                      |                      |                      |                      |                      |                      |                 |                 |                      |                      |                      |                      |                        |                        |                        |                        |                        |                        |                   |                   |                  |                  |                        |                        |                        |                        |                        |                        |  |  |  |  |  |  |  |  |  |  |  |  |  |  |  |  |  |  |  |  |  |  |  |  |  |  |  |  |
|                   |                   |                   |                   |                    |                    |                    |                    |                    |                    |                   |                   |                   |                   |                 |                 |                 |                 |                 |                 |                  |                  |                  |                  |                  |                  |               |               |                    |                  |                  |                  |                  |                  |                  |                  |                    |                    |                    |                    |                    |                    |                  |                  |                  |                  |                  |                  |                  |                  |                 |                 |                  |                  |                      |                      |                      |                      |                      |                      |                 |                 |                      |                      |                      |                      |                        |                        |                        |                        |                        |                        |                   |                   |                  |                  |                        |                        |                        |                        |                        |                        |  |  |  |  |  |  |  |  |  |  |  |  |  |  |  |  |  |  |  |  |  |  |  |  |  |  |  |  |
|                   |                   |                   |                   |                    |                    |                    |                    |                    |                    |                   |                   |                   |                   |                 |                 |                 |                 |                 |                 |                  |                  |                  |                  |                  |                  |               |               |                    |                  |                  |                  |                  |                  |                  |                  |                    |                    |                    |                    |                    |                    |                  |                  | Dudley Dursley   |                  |                  |                  |                  |                  |                 |                 |                  |                  |                      |                      |                      |                      |                      |                      |                 |                 |                      |                      |                      |                      |                        |                        |                        |                        |                        |                        |                   |                   |                  |                  |                        |                        |                        |                        |                        |                        |  |  |  |  |  |  |  |  |  |  |  |  |  |  |  |  |  |  |  |  |  |  |  |  |  |  |  |  |
|                   |                   |                   |                   |                    |                    |                    |                    |                    |                    |                   |                   |                   |                   |                 |                 |                 |                 |                 |                 |                  |                  |                  |                  |                  |                  |               |               |                    |                  |                  |                  |                  |                  |                  |                  |                    |                    |                    |                    |                    |                    |                  |                  |                  |                  |                  |                  |                  |                  |                 |                 |                  |                  |                      |                      |                      |                      |                      |                      |                 |                 |                      |                      |                      |                      |                        |                        |                        |                        |                        |                        |                   |                   |                  |                  |                        |                        |                        |                        |                        |                        |  |  |  |  |  |  |  |  |  |  |  |  |  |  |  |  |  |  |  |  |  |  |  |  |  |  |  |  |
|                   |                   |                   |                   |                    |                    |                    |                    |                    |                    |                   |                   |                   |                   |                 |                 |                 |                 |                 |                 |                  |                  |                  |                  |                  |                  |               |               |                    |                  |                  |                  |                  |                  |                  |                  |                    |                    |                    |                    |                    |                    |                  |                  |                  |                  |                  |                  |                  |                  |                 |                 |                  |                  |                      |                      |                      |                      |                      |                      |                 |                 |                      |                      |                      |                      |                        |                        |                        |                        |                        |                        |                   |                   |                  |                  |                        |                        |                        |                        |                        |                        |  |  |  |  |  |  |  |  |  |  |  |  |  |  |  |  |  |  |  |  |  |  |  |  |  |  |  |  |
|                   |                   |                   |                   |                    |                    |                    |                    |                    |                    |                   |                   |                   |                   |                 |                 |                 |                 |                 |                 |                  |                  |                  |                  |                  |                  |               |               |                    |                  |                  |                  |                  |                  |                  |                  |                    |                    |                    |                    |                    |                    |                  |                  |                  |                  |                  |                  |                  |                  |                 |                 |                  |                  |                      |                      |                      |                      |                      |                      |                 |                 |                      |                      |                      |                      |                        |                        |                        |                        |                        |                        |                   |                   |                  |                  |                        |                        |                        |                        |                        |                        |  |  |  |  |  |  |  |  |  |  |  |  |  |  |  |  |  |  |  |  |  |  |  |  |  |  |  |  |
|                   |                   |                   |                   | Gabrielle Delacour | Gabrielle Delacour | Gabrielle Delacour | Gabrielle Delacour | Gabrielle Delacour | Gabrielle Delacour |                   |                   |                   |                   | Charlie Weasley | Charlie Weasley | Charlie Weasley | Charlie Weasley | Charlie Weasley | Charlie Weasley |                  |                  |                  |                  |                  |                  |               |               |                    |                  |                  |                  | Fred Weasley     | Fred Weasley     | Fred Weasley     | Fred Weasley     | Fred Weasley       | Fred Weasley       |                    |                    | Hermiona Granger   | Hermiona Granger   | Hermiona Granger | Hermiona Granger | Hermiona Granger | Hermiona Granger |                  |                  | Ron Weasley      | Ron Weasley      | Ron Weasley     | Ron Weasley     | Ron Weasley      | Ron Weasley      |                      |                      |                      |                      | Ginevra Weasley      | Ginevra Weasley      | Ginevra Weasley | Ginevra Weasley | Ginevra Weasley      | Ginevra Weasley      |                      |                      | Harry Potter           | Harry Potter           | Harry Potter           | Harry Potter           | Harry Potter           | Harry Potter           |                   |                   |                  |                  |                        |                        |                        |                        |                        |                        |  |  |  |  |  |  |  |  |  |  |  |  |  |  |  |  |  |  |  |  |  |  |  |  |  |  |  |  |
|                   |                   |                   |                   | Gabrielle Delacour | Gabrielle Delacour | Gabrielle Delacour | Gabrielle Delacour | Gabrielle Delacour | Gabrielle Delacour |                   |                   |                   |                   | Charlie Weasley | Charlie Weasley | Charlie Weasley | Charlie Weasley | Charlie Weasley | Charlie Weasley |                  |                  |                  |                  |                  |                  |               |               |                    |                  |                  |                  | Fred Weasley     | Fred Weasley     | Fred Weasley     | Fred Weasley     | Fred Weasley       | Fred Weasley       |                    |                    | Hermiona Granger   | Hermiona Granger   | Hermiona Granger | Hermiona Granger | Hermiona Granger | Hermiona Granger |                  |                  | Ron Weasley      | Ron Weasley      | Ron Weasley     | Ron Weasley     | Ron Weasley      | Ron Weasley      |                      |                      |                      |                      | Ginevra Weasley      | Ginevra Weasley      | Ginevra Weasley | Ginevra Weasley | Ginevra Weasley      | Ginevra Weasley      |                      |                      | Harry Potter           | Harry Potter           | Harry Potter           | Harry Potter           | Harry Potter           | Harry Potter           |                   |                   |                  |                  |                        |                        |                        |                        |                        |                        |  |  |  |  |  |  |  |  |  |  |  |  |  |  |  |  |  |  |  |  |  |  |  |  |  |  |  |  |
|                   |                   |                   |                   |                    |                    |                    |                    |                    |                    |                   |                   |                   |                   |                 |                 |                 |                 |                 |                 |                  |                  |                  |                  |                  |                  |               |               |                    |                  |                  |                  |                  |                  |                  |                  |                    |                    |                    |                    |                    |                    |                  |                  |                  |                  |                  |                  |                  |                  |                 |                 |                  |                  |                      |                      |                      |                      |                      |                      |                 |                 |                      |                      |                      |                      |                        |                        |                        |                        |                        |                        |                   |                   |                  |                  |                        |                        |                        |                        |                        |                        |  |  |  |  |  |  |  |  |  |  |  |  |  |  |  |  |  |  |  |  |  |  |  |  |  |  |  |  |
|                   |                   |                   |                   |                    |                    |                    |                    |                    |                    |                   |                   |                   |                   |                 |                 |                 |                 |                 |                 |                  |                  |                  |                  |                  |                  |               |               |                    |                  |                  |                  |                  |                  |                  |                  |                    |                    |                    |                    |                    |                    |                  |                  |                  |                  |                  |                  |                  |                  |                 |                 |                  |                  |                      |                      |                      |                      |                      |                      |                 |                 |                      |                      |                      |                      |                        |                        |                        |                        |                        |                        |                   |                   |                  |                  |                        |                        |                        |                        |                        |                        |  |  |  |  |  |  |  |  |  |  |  |  |  |  |  |  |  |  |  |  |  |  |  |  |  |  |  |  |
| Fleur Delacour    | Fleur Delacour    | Fleur Delacour    | Fleur Delacour    | Fleur Delacour     | Fleur Delacour     |                    |                    | Bill Weasley       | Bill Weasley       | Bill Weasley      | Bill Weasley      | Bill Weasley      | Bill Weasley      |                 |                 |                 |                 |                 |                 | Percy Weasley    | Percy Weasley    | Percy Weasley    | Percy Weasley    | Percy Weasley    | Percy Weasley    |               |               | Audrey Weasley     | Audrey Weasley   | Audrey Weasley   | Audrey Weasley   | Audrey Weasley   | Audrey Weasley   |                  |                  | George Weasley     | George Weasley     | George Weasley     | George Weasley     | George Weasley     | George Weasley     |                  |                  | Angelina Johnson | Angelina Johnson | Angelina Johnson | Angelina Johnson | Angelina Johnson | Angelina Johnson |                 |                 |                  |                  | James Syriusz Potter | James Syriusz Potter | James Syriusz Potter | James Syriusz Potter | James Syriusz Potter | James Syriusz Potter |                 |                 | Albus Severus Potter | Albus Severus Potter | Albus Severus Potter | Albus Severus Potter | Albus Severus Potter   | Albus Severus Potter   |                        |                        | Lily Luna Potter       | Lily Luna Potter       | Lily Luna Potter  | Lily Luna Potter  | Lily Luna Potter | Lily Luna Potter |                        |                        |                        |                        |                        |                        |  |  |  |  |  |  |  |  |  |  |  |  |  |  |  |  |  |  |  |  |  |  |  |  |  |  |  |  |
| Fleur Delacour    | Fleur Delacour    | Fleur Delacour    | Fleur Delacour    | Fleur Delacour     | Fleur Delacour     |                    |                    | Bill Weasley       | Bill Weasley       | Bill Weasley      | Bill Weasley      | Bill Weasley      | Bill Weasley      |                 |                 |                 |                 |                 |                 | Percy Weasley    | Percy Weasley    | Percy Weasley    | Percy Weasley    | Percy Weasley    | Percy Weasley    |               |               | Audrey Weasley     | Audrey Weasley   | Audrey Weasley   | Audrey Weasley   | Audrey Weasley   | Audrey Weasley   |                  |                  | George Weasley     | George Weasley     | George Weasley     | George Weasley     | George Weasley     | George Weasley     |                  |                  | Angelina Johnson | Angelina Johnson | Angelina Johnson | Angelina Johnson | Angelina Johnson | Angelina Johnson |                 |                 |                  |                  | James Syriusz Potter | James Syriusz Potter | James Syriusz Potter | James Syriusz Potter | James Syriusz Potter | James Syriusz Potter |                 |                 | Albus Severus Potter | Albus Severus Potter | Albus Severus Potter | Albus Severus Potter | Albus Severus Potter   | Albus Severus Potter   |                        |                        | Lily Luna Potter       | Lily Luna Potter       | Lily Luna Potter  | Lily Luna Potter  | Lily Luna Potter | Lily Luna Potter |                        |                        |                        |                        |                        |                        |  |  |  |  |  |  |  |  |  |  |  |  |  |  |  |  |  |  |  |  |  |  |  |  |  |  |  |  |
|                   |                   |                   |                   |                    |                    |                    |                    |                    |                    |                   |                   |                   |                   |                 |                 |                 |                 |                 |                 |                  |                  |                  |                  |                  |                  |               |               |                    |                  |                  |                  |                  |                  |                  |                  |                    |                    |                    |                    |                    |                    |                  |                  |                  |                  |                  |                  |                  |                  |                 |                 |                  |                  |                      |                      |                      |                      |                      |                      |                 |                 |                      |                      |                      |                      |                        |                        |                        |                        |                        |                        |                   |                   |                  |                  |                        |                        |                        |                        |                        |                        |  |  |  |  |  |  |  |  |  |  |  |  |  |  |  |  |  |  |  |  |  |  |  |  |  |  |  |  |
|                   |                   |                   |                   |                    |                    |                    |                    |                    |                    |                   |                   |                   |                   |                 |                 |                 |                 |                 |                 |                  |                  |                  |                  |                  |                  |               |               |                    |                  |                  |                  |                  |                  |                  |                  |                    |                    |                    |                    |                    |                    |                  |                  |                  |                  |                  |                  |                  |                  |                 |                 |                  |                  |                      |                      |                      |                      |                      |                      |                 |                 |                      |                      |                      |                      |                        |                        |                        |                        |                        |                        |                   |                   |                  |                  |                        |                        |                        |                        |                        |                        |  |  |  |  |  |  |  |  |  |  |  |  |  |  |  |  |  |  |  |  |  |  |  |  |  |  |  |  |
| Victoire Weasley  | Victoire Weasley  | Victoire Weasley  | Victoire Weasley  | Victoire Weasley   | Victoire Weasley   |                    |                    | Dominique Weasley  | Dominique Weasley  | Dominique Weasley | Dominique Weasley | Dominique Weasley | Dominique Weasley |                 |                 | Louis Weasley   | Louis Weasley   | Louis Weasley   | Louis Weasley   | Louis Weasley    | Louis Weasley    |                  |                  | Molly Weasley    | Molly Weasley    | Molly Weasley | Molly Weasley | Molly Weasley      | Molly Weasley    |                  |                  | Lucy Weasley     | Lucy Weasley     | Lucy Weasley     | Lucy Weasley     | Lucy Weasley       | Lucy Weasley       |                    |                    | Fred Weasley       | Fred Weasley       | Fred Weasley     | Fred Weasley     | Fred Weasley     | Fred Weasley     |                  |                  | Roxanne Weasley  | Roxanne Weasley  | Roxanne Weasley | Roxanne Weasley | Roxanne Weasley  | Roxanne Weasley  |                      |                      | Rose Weasley         | Rose Weasley         | Rose Weasley         | Rose Weasley         | Rose Weasley    | Rose Weasley    |                      |                      | Hugo Weasley         | Hugo Weasley         | Hugo Weasley           | Hugo Weasley           | Hugo Weasley           | Hugo Weasley           |                        |                        |                   |                   |                  |                  |                        |                        |                        |                        |                        |                        |  |  |  |  |  |  |  |  |  |  |  |  |  |  |  |  |  |  |  |  |  |  |  |  |  |  |  |  |

### Rodzina Weasley
|                  |                  |                  |                  |                    |                    |                    |                    |                    |                    |                   |                   |                   |                   |                 |                 |                    |                    |                    |                    |                    |                    |               |               |                                                 |                                                 |                                                 |                                                 |                                                 |                                                 |        |        |                |                |                |                |                                                 |                                                 |                                                 |                                                 | rodzina Black †                                 |                                                 |                  |                  |                                                 |                                                 |                                                 |                                                 |                                                 |                                                 |                                    |                                    |                                    |                                    |                    |                    |                    |                    |               |               |                                                   |                                                   |                                                   |                                                   |                                                   |                                                   |                |                |                |                |             |             |             |             |             |             |  |  |  |  |  |  |
|                  |                  |                  |                  |                    |                    |                    |                    |                    |                    |                   |                   |                   |                   |                 |                 |                    |                    |                    |                    |                    |                    |               |               |                                                 |                                                 |                                                 |                                                 |                                                 |                                                 |        |        |                |                |                |                |                                                 |                                                 |                                                 |                                                 |                                                 |                                                 |                  |                  |                                                 |                                                 |                                                 |                                                 |                                                 |                                                 |                                    |                                    |                                    |                                    |                    |                    |                    |                    |               |               |                                                   |                                                   |                                                   |                                                   |                                                   |                                                   |                |                |                |                |             |             |             |             |             |             |  |  |  |  |  |  |
|                  |                  |                  |                  |                    |                    |                    |                    |                    |                    |                   |                   |                   |                   |                 |                 |                    |                    |                    |                    |                    |                    |               |               |                                                 |                                                 |                                                 |                                                 |                                                 |                                                 |        |        |                |                |                |                |                                                 |                                                 |                                                 |                                                 |                                                 |                                                 |                  |                  |                                                 |                                                 |                                                 |                                                 |                                                 |                                                 |                                    |                                    |                                    |                                    |                    |                    |                    |                    |               |               |                                                   |                                                   |                                                   |                                                   |                                                   |                                                   |                |                |                |                |             |             |             |             |             |             |  |  |  |  |  |  |
|                  |                  |                  |                  |                    |                    |                    |                    |                    |                    |                   |                   |                   |                   |                 |                 |                    |                    |                    |                    |                    |                    |               |               | Arcturus Black † (ur. 1884) + Lysandra Yaxley † | Arcturus Black † (ur. 1884) + Lysandra Yaxley † | Arcturus Black † (ur. 1884) + Lysandra Yaxley † | Arcturus Black † (ur. 1884) + Lysandra Yaxley † | Arcturus Black † (ur. 1884) + Lysandra Yaxley † | Arcturus Black † (ur. 1884) + Lysandra Yaxley † |        |        |                |                |                |                |                                                 |                                                 |                                                 |                                                 |                                                 |                                                 |                  |                  |                                                 |                                                 |                                                 |                                                 | rodzice Ignatiusa i pana Prewett †              | rodzice Ignatiusa i pana Prewett †              | rodzice Ignatiusa i pana Prewett † | rodzice Ignatiusa i pana Prewett † | rodzice Ignatiusa i pana Prewett † | rodzice Ignatiusa i pana Prewett † |                    |                    |                    |                    |               |               | Arcturus Black † (ur. 1901) + Melania Macmillan † | Arcturus Black † (ur. 1901) + Melania Macmillan † | Arcturus Black † (ur. 1901) + Melania Macmillan † | Arcturus Black † (ur. 1901) + Melania Macmillan † | Arcturus Black † (ur. 1901) + Melania Macmillan † | Arcturus Black † (ur. 1901) + Melania Macmillan † |                |                |                |                |             |             |             |             |             |             |  |  |  |  |  |  |
|                  |                  |                  |                  |                    |                    |                    |                    |                    |                    |                   |                   |                   |                   |                 |                 |                    |                    |                    |                    |                    |                    |               |               | Arcturus Black † (ur. 1884) + Lysandra Yaxley † | Arcturus Black † (ur. 1884) + Lysandra Yaxley † | Arcturus Black † (ur. 1884) + Lysandra Yaxley † | Arcturus Black † (ur. 1884) + Lysandra Yaxley † | Arcturus Black † (ur. 1884) + Lysandra Yaxley † | Arcturus Black † (ur. 1884) + Lysandra Yaxley † |        |        |                |                |                |                |                                                 |                                                 |                                                 |                                                 |                                                 |                                                 |                  |                  |                                                 |                                                 |                                                 |                                                 | rodzice Ignatiusa i pana Prewett †              | rodzice Ignatiusa i pana Prewett †              | rodzice Ignatiusa i pana Prewett † | rodzice Ignatiusa i pana Prewett † | rodzice Ignatiusa i pana Prewett † | rodzice Ignatiusa i pana Prewett † |                    |                    |                    |                    |               |               | Arcturus Black † (ur. 1901) + Melania Macmillan † | Arcturus Black † (ur. 1901) + Melania Macmillan † | Arcturus Black † (ur. 1901) + Melania Macmillan † | Arcturus Black † (ur. 1901) + Melania Macmillan † | Arcturus Black † (ur. 1901) + Melania Macmillan † | Arcturus Black † (ur. 1901) + Melania Macmillan † |                |                |                |                |             |             |             |             |             |             |  |  |  |  |  |  |
|                  |                  |                  |                  |                    |                    |                    |                    |                    |                    |                   |                   |                   |                   |                 |                 |                    |                    |                    |                    |                    |                    |               |               |                                                 |                                                 |                                                 |                                                 |                                                 |                                                 |        |        |                |                |                |                |                                                 |                                                 |                                                 |                                                 |                                                 |                                                 |                  |                  |                                                 |                                                 |                                                 |                                                 |                                                 |                                                 |                                    |                                    |                                    |                                    |                    |                    |                    |                    |               |               |                                                   |                                                   |                                                   |                                                   |                                                   |                                                   |                |                |                |                |             |             |             |             |             |             |  |  |  |  |  |  |
|                  |                  |                  |                  |                    |                    |                    |                    |                    |                    |                   |                   |                   |                   |                 |                 | Septimus Weasley † | Septimus Weasley † | Septimus Weasley † | Septimus Weasley † | Septimus Weasley † | Septimus Weasley † |               |               | Cedrella Black †                                | Cedrella Black †                                | Cedrella Black †                                | Cedrella Black †                                | Cedrella Black †                                | Cedrella Black †                                |        |        |                |                |                |                | pani Prewett (matka Molly, Gideona i Fabiana †) | pani Prewett (matka Molly, Gideona i Fabiana †) | pani Prewett (matka Molly, Gideona i Fabiana †) | pani Prewett (matka Molly, Gideona i Fabiana †) | pani Prewett (matka Molly, Gideona i Fabiana †) | pani Prewett (matka Molly, Gideona i Fabiana †) |                  |                  | pan Prewett (ojciec Molly, Gideona i Fabiana †) | pan Prewett (ojciec Molly, Gideona i Fabiana †) | pan Prewett (ojciec Molly, Gideona i Fabiana †) | pan Prewett (ojciec Molly, Gideona i Fabiana †) | pan Prewett (ojciec Molly, Gideona i Fabiana †) | pan Prewett (ojciec Molly, Gideona i Fabiana †) |                                    |                                    | Ignatius Prewett †                 | Ignatius Prewett †                 | Ignatius Prewett † | Ignatius Prewett † | Ignatius Prewett † | Ignatius Prewett † |               |               | Lucretia Black †                                  | Lucretia Black †                                  | Lucretia Black †                                  | Lucretia Black †                                  | Lucretia Black †                                  | Lucretia Black †                                  |                |                |                |                |             |             |             |             |             |             |  |  |  |  |  |  |
|                  |                  |                  |                  |                    |                    |                    |                    |                    |                    |                   |                   |                   |                   |                 |                 | Septimus Weasley † | Septimus Weasley † | Septimus Weasley † | Septimus Weasley † | Septimus Weasley † | Septimus Weasley † |               |               | Cedrella Black †                                | Cedrella Black †                                | Cedrella Black †                                | Cedrella Black †                                | Cedrella Black †                                | Cedrella Black †                                |        |        |                |                |                |                | pani Prewett (matka Molly, Gideona i Fabiana †) | pani Prewett (matka Molly, Gideona i Fabiana †) | pani Prewett (matka Molly, Gideona i Fabiana †) | pani Prewett (matka Molly, Gideona i Fabiana †) | pani Prewett (matka Molly, Gideona i Fabiana †) | pani Prewett (matka Molly, Gideona i Fabiana †) |                  |                  | pan Prewett (ojciec Molly, Gideona i Fabiana †) | pan Prewett (ojciec Molly, Gideona i Fabiana †) | pan Prewett (ojciec Molly, Gideona i Fabiana †) | pan Prewett (ojciec Molly, Gideona i Fabiana †) | pan Prewett (ojciec Molly, Gideona i Fabiana †) | pan Prewett (ojciec Molly, Gideona i Fabiana †) |                                    |                                    | Ignatius Prewett †                 | Ignatius Prewett †                 | Ignatius Prewett † | Ignatius Prewett † | Ignatius Prewett † | Ignatius Prewett † |               |               | Lucretia Black †                                  | Lucretia Black †                                  | Lucretia Black †                                  | Lucretia Black †                                  | Lucretia Black †                                  | Lucretia Black †                                  |                |                |                |                |             |             |             |             |             |             |  |  |  |  |  |  |
|                  |                  |                  |                  |                    |                    |                    |                    |                    |                    |                   |                   |                   |                   |                 |                 |                    |                    |                    |                    |                    |                    |               |               |                                                 |                                                 |                                                 |                                                 |                                                 |                                                 |        |        |                |                |                |                |                                                 |                                                 |                                                 |                                                 |                                                 |                                                 |                  |                  |                                                 |                                                 |                                                 |                                                 |                                                 |                                                 |                                    |                                    |                                    |                                    |                    |                    |                    |                    |               |               |                                                   |                                                   |                                                   |                                                   |                                                   |                                                   |                |                |                |                |             |             |             |             |             |             |  |  |  |  |  |  |
|                  |                  |                  |                  |                    |                    |                    |                    |                    |                    |                   |                   |                   |                   |                 |                 |                    |                    |                    |                    |                    |                    |               |               |                                                 |                                                 |                                                 |                                                 |                                                 |                                                 |        |        |                |                |                |                |                                                 |                                                 |                                                 |                                                 |                                                 |                                                 |                  |                  |                                                 |                                                 |                                                 |                                                 |                                                 |                                                 |                                    |                                    |                                    |                                    |                    |                    |                    |                    |               |               |                                                   |                                                   |                                                   |                                                   |                                                   |                                                   |                |                |                |                |             |             |             |             |             |             |  |  |  |  |  |  |
| Apolline         | Apolline         | Apolline         | Apolline         | Apolline           | Apolline           |                    |                    | pan Delacour       | pan Delacour       | pan Delacour      | pan Delacour      | pan Delacour      | pan Delacour      |                 |                 | Bilius Weasley     | Bilius Weasley     | Bilius Weasley     | Bilius Weasley     | Bilius Weasley     | Bilius Weasley     |               |               | Artur Weasley                                   | Artur Weasley                                   | Artur Weasley                                   | Artur Weasley                                   | Artur Weasley                                   | Artur Weasley                                   |        |        | Molly Prewett  | Molly Prewett  | Molly Prewett  | Molly Prewett  | Molly Prewett                                   | Molly Prewett                                   |                                                 |                                                 | Gideon Prewett †                                | Gideon Prewett †                                | Gideon Prewett † | Gideon Prewett † | Gideon Prewett †                                | Gideon Prewett †                                |                                                 |                                                 | Fabian Prewett †                                | Fabian Prewett †                                | Fabian Prewett †                   | Fabian Prewett †                   | Fabian Prewett †                   | Fabian Prewett †                   |                    |                    | Lily Evans †       | Lily Evans †       | Lily Evans †  | Lily Evans †  | Lily Evans †                                      | Lily Evans †                                      |                                                   |                                                   | James Potter †                                    | James Potter †                                    | James Potter † | James Potter † | James Potter † | James Potter † |             |             |             |             |             |             |  |  |  |  |  |  |
| Apolline         | Apolline         | Apolline         | Apolline         | Apolline           | Apolline           |                    |                    | pan Delacour       | pan Delacour       | pan Delacour      | pan Delacour      | pan Delacour      | pan Delacour      |                 |                 | Bilius Weasley     | Bilius Weasley     | Bilius Weasley     | Bilius Weasley     | Bilius Weasley     | Bilius Weasley     |               |               | Artur Weasley                                   | Artur Weasley                                   | Artur Weasley                                   | Artur Weasley                                   | Artur Weasley                                   | Artur Weasley                                   |        |        | Molly Prewett  | Molly Prewett  | Molly Prewett  | Molly Prewett  | Molly Prewett                                   | Molly Prewett                                   |                                                 |                                                 | Gideon Prewett †                                | Gideon Prewett †                                | Gideon Prewett † | Gideon Prewett † | Gideon Prewett †                                | Gideon Prewett †                                |                                                 |                                                 | Fabian Prewett †                                | Fabian Prewett †                                | Fabian Prewett †                   | Fabian Prewett †                   | Fabian Prewett †                   | Fabian Prewett †                   |                    |                    | Lily Evans †       | Lily Evans †       | Lily Evans †  | Lily Evans †  | Lily Evans †                                      | Lily Evans †                                      |                                                   |                                                   | James Potter †                                    | James Potter †                                    | James Potter † | James Potter † | James Potter † | James Potter † |             |             |             |             |             |             |  |  |  |  |  |  |
|                  |                  |                  |                  |                    |                    |                    |                    |                    |                    |                   |                   |                   |                   |                 |                 |                    |                    |                    |                    |                    |                    |               |               |                                                 |                                                 |                                                 |                                                 |                                                 |                                                 |        |        |                |                |                |                |                                                 |                                                 |                                                 |                                                 |                                                 |                                                 |                  |                  |                                                 |                                                 |                                                 |                                                 |                                                 |                                                 |                                    |                                    |                                    |                                    |                    |                    |                    |                    |               |               |                                                   |                                                   |                                                   |                                                   |                                                   |                                                   |                |                |                |                |             |             |             |             |             |             |  |  |  |  |  |  |
|                  |                  |                  |                  |                    |                    |                    |                    |                    |                    |                   |                   |                   |                   |                 |                 |                    |                    |                    |                    |                    |                    |               |               |                                                 |                                                 |                                                 |                                                 |                                                 |                                                 |        |        |                |                |                |                |                                                 |                                                 |                                                 |                                                 |                                                 |                                                 |                  |                  |                                                 |                                                 |                                                 |                                                 |                                                 |                                                 |                                    |                                    |                                    |                                    |                    |                    |                    |                    |               |               |                                                   |                                                   |                                                   |                                                   |                                                   |                                                   |                |                |                |                |             |             |             |             |             |             |  |  |  |  |  |  |
|                  |                  |                  |                  | Gabrielle Delacour | Gabrielle Delacour | Gabrielle Delacour | Gabrielle Delacour | Gabrielle Delacour | Gabrielle Delacour |                   |                   |                   |                   | Charlie Weasley | Charlie Weasley | Charlie Weasley    | Charlie Weasley    | Charlie Weasley    | Charlie Weasley    |                    |                    |               |               |                                                 |                                                 |                                                 |                                                 |                                                 |                                                 |        |        | Fred Weasley † | Fred Weasley † | Fred Weasley † | Fred Weasley † | Fred Weasley †                                  | Fred Weasley †                                  |                                                 |                                                 | Hermiona Granger                                | Hermiona Granger                                | Hermiona Granger | Hermiona Granger | Hermiona Granger                                | Hermiona Granger                                |                                                 |                                                 | Ron Weasley                                     | Ron Weasley                                     | Ron Weasley                        | Ron Weasley                        | Ron Weasley                        | Ron Weasley                        |                    |                    | Ginny Weasley      | Ginny Weasley      | Ginny Weasley | Ginny Weasley | Ginny Weasley                                     | Ginny Weasley                                     |                                                   |                                                   | Harry Potter                                      | Harry Potter                                      | Harry Potter   | Harry Potter   | Harry Potter   | Harry Potter   |             |             |             |             |             |             |  |  |  |  |  |  |
|                  |                  |                  |                  | Gabrielle Delacour | Gabrielle Delacour | Gabrielle Delacour | Gabrielle Delacour | Gabrielle Delacour | Gabrielle Delacour |                   |                   |                   |                   | Charlie Weasley | Charlie Weasley | Charlie Weasley    | Charlie Weasley    | Charlie Weasley    | Charlie Weasley    |                    |                    |               |               |                                                 |                                                 |                                                 |                                                 |                                                 |                                                 |        |        | Fred Weasley † | Fred Weasley † | Fred Weasley † | Fred Weasley † | Fred Weasley †                                  | Fred Weasley †                                  |                                                 |                                                 | Hermiona Granger                                | Hermiona Granger                                | Hermiona Granger | Hermiona Granger | Hermiona Granger                                | Hermiona Granger                                |                                                 |                                                 | Ron Weasley                                     | Ron Weasley                                     | Ron Weasley                        | Ron Weasley                        | Ron Weasley                        | Ron Weasley                        |                    |                    | Ginny Weasley      | Ginny Weasley      | Ginny Weasley | Ginny Weasley | Ginny Weasley                                     | Ginny Weasley                                     |                                                   |                                                   | Harry Potter                                      | Harry Potter                                      | Harry Potter   | Harry Potter   | Harry Potter   | Harry Potter   |             |             |             |             |             |             |  |  |  |  |  |  |
|                  |                  |                  |                  |                    |                    |                    |                    |                    |                    |                   |                   |                   |                   |                 |                 |                    |                    |                    |                    |                    |                    |               |               |                                                 |                                                 |                                                 |                                                 |                                                 |                                                 |        |        |                |                |                |                |                                                 |                                                 |                                                 |                                                 |                                                 |                                                 |                  |                  |                                                 |                                                 |                                                 |                                                 |                                                 |                                                 |                                    |                                    |                                    |                                    |                    |                    |                    |                    |               |               |                                                   |                                                   |                                                   |                                                   |                                                   |                                                   |                |                |                |                |             |             |             |             |             |             |  |  |  |  |  |  |
|                  |                  |                  |                  |                    |                    |                    |                    |                    |                    |                   |                   |                   |                   |                 |                 |                    |                    |                    |                    |                    |                    |               |               |                                                 |                                                 |                                                 |                                                 |                                                 |                                                 |        |        |                |                |                |                |                                                 |                                                 |                                                 |                                                 |                                                 |                                                 |                  |                  |                                                 |                                                 |                                                 |                                                 |                                                 |                                                 |                                    |                                    |                                    |                                    |                    |                    |                    |                    |               |               |                                                   |                                                   |                                                   |                                                   |                                                   |                                                   |                |                |                |                |             |             |             |             |             |             |  |  |  |  |  |  |
| Fleur Delacour   | Fleur Delacour   | Fleur Delacour   | Fleur Delacour   | Fleur Delacour     | Fleur Delacour     |                    |                    | William Weasley    | William Weasley    | William Weasley   | William Weasley   | William Weasley   | William Weasley   |                 |                 |                    |                    |                    |                    | Percy Weasley      | Percy Weasley      | Percy Weasley | Percy Weasley | Percy Weasley                                   | Percy Weasley                                   |                                                 |                                                 | Audrey                                          | Audrey                                          | Audrey | Audrey | Audrey         | Audrey         |                |                | George Weasley                                  | George Weasley                                  | George Weasley                                  | George Weasley                                  | George Weasley                                  | George Weasley                                  |                  |                  | Angelina Johnson                                | Angelina Johnson                                | Angelina Johnson                                | Angelina Johnson                                | Angelina Johnson                                | Angelina Johnson                                |                                    |                                    |                                    |                                    | James Potter       | James Potter       | James Potter       | James Potter       | James Potter  | James Potter  |                                                   |                                                   | Albus Potter                                      | Albus Potter                                      | Albus Potter                                      | Albus Potter                                      | Albus Potter   | Albus Potter   |                |                | Lily Potter | Lily Potter | Lily Potter | Lily Potter | Lily Potter | Lily Potter |  |  |  |  |  |  |
| Fleur Delacour   | Fleur Delacour   | Fleur Delacour   | Fleur Delacour   | Fleur Delacour     | Fleur Delacour     |                    |                    | William Weasley    | William Weasley    | William Weasley   | William Weasley   | William Weasley   | William Weasley   |                 |                 |                    |                    |                    |                    | Percy Weasley      | Percy Weasley      | Percy Weasley | Percy Weasley | Percy Weasley                                   | Percy Weasley                                   |                                                 |                                                 | Audrey                                          | Audrey                                          | Audrey | Audrey | Audrey         | Audrey         |                |                | George Weasley                                  | George Weasley                                  | George Weasley                                  | George Weasley                                  | George Weasley                                  | George Weasley                                  |                  |                  | Angelina Johnson                                | Angelina Johnson                                | Angelina Johnson                                | Angelina Johnson                                | Angelina Johnson                                | Angelina Johnson                                |                                    |                                    |                                    |                                    | James Potter       | James Potter       | James Potter       | James Potter       | James Potter  | James Potter  |                                                   |                                                   | Albus Potter                                      | Albus Potter                                      | Albus Potter                                      | Albus Potter                                      | Albus Potter   | Albus Potter   |                |                | Lily Potter | Lily Potter | Lily Potter | Lily Potter | Lily Potter | Lily Potter |  |  |  |  |  |  |
|                  |                  |                  |                  |                    |                    |                    |                    |                    |                    |                   |                   |                   |                   |                 |                 |                    |                    |                    |                    |                    |                    |               |               |                                                 |                                                 |                                                 |                                                 |                                                 |                                                 |        |        |                |                |                |                |                                                 |                                                 |                                                 |                                                 |                                                 |                                                 |                  |                  |                                                 |                                                 |                                                 |                                                 |                                                 |                                                 |                                    |                                    |                                    |                                    |                    |                    |                    |                    |               |               |                                                   |                                                   |                                                   |                                                   |                                                   |                                                   |                |                |                |                |             |             |             |             |             |             |  |  |  |  |  |  |
|                  |                  |                  |                  |                    |                    |                    |                    |                    |                    |                   |                   |                   |                   |                 |                 |                    |                    |                    |                    |                    |                    |               |               |                                                 |                                                 |                                                 |                                                 |                                                 |                                                 |        |        |                |                |                |                |                                                 |                                                 |                                                 |                                                 |                                                 |                                                 |                  |                  |                                                 |                                                 |                                                 |                                                 |                                                 |                                                 |                                    |                                    |                                    |                                    |                    |                    |                    |                    |               |               |                                                   |                                                   |                                                   |                                                   |                                                   |                                                   |                |                |                |                |             |             |             |             |             |             |  |  |  |  |  |  |
| Victoire Weasley | Victoire Weasley | Victoire Weasley | Victoire Weasley | Victoire Weasley   | Victoire Weasley   |                    |                    | Dominique Weasley  | Dominique Weasley  | Dominique Weasley | Dominique Weasley | Dominique Weasley | Dominique Weasley |                 |                 | Louis Weasley      | Louis Weasley      | Louis Weasley      | Louis Weasley      | Louis Weasley      | Louis Weasley      |               |               | Molly Weasley II                                | Molly Weasley II                                | Molly Weasley II                                | Molly Weasley II                                | Molly Weasley II                                | Molly Weasley II                                |        |        | Lucy Weasley   | Lucy Weasley   | Lucy Weasley   | Lucy Weasley   | Lucy Weasley                                    | Lucy Weasley                                    |                                                 |                                                 | Fred Weasley II                                 | Fred Weasley II                                 | Fred Weasley II  | Fred Weasley II  | Fred Weasley II                                 | Fred Weasley II                                 |                                                 |                                                 | Roxanne Weasley                                 | Roxanne Weasley                                 | Roxanne Weasley                    | Roxanne Weasley                    | Roxanne Weasley                    | Roxanne Weasley                    |                    |                    | Rose Weasley       | Rose Weasley       | Rose Weasley  | Rose Weasley  | Rose Weasley                                      | Rose Weasley                                      |                                                   |                                                   | Hugo Weasley                                      | Hugo Weasley                                      | Hugo Weasley   | Hugo Weasley   | Hugo Weasley   | Hugo Weasley   |             |             |             |             |             |             |  |  |  |  |  |  |